# 2012
Rok 2012 (MMXII) gregoriánského kalendáře začal v neděli 1. ledna, skončil v pondělí 31. prosince a byl přestupný.

## Události
Automatický abecedně řazený seznam viz Kategorie:Události roku 2012

### Česko
- 1. ledna
  - Václav Klaus ve 13 hodin odpoledne pronesl svůj novoroční projev.
  - Televizní stanice Prima se přejmenovala na Prima family
  - Do základů shořela rozhledna Hýlačka. Její znovuotevření proběhlo v srpnu 2015.
- 6. ledna
  - Papež Benedikt XVI. oznámil, že pražský arcibiskup Dominik Duka bude 18. února jmenován kardinálem.
  - Manžel bývalé ukrajinské premiérky Julie Tymošenkové, Oleksander Tymošenko, obdržel v České republice politický azyl.
- 11. ledna – Vláda Petra Nečase se dohodla na církevních restitucích a poslala zákon do Poslanecké sněmovny.
- 18. ledna – Poslanec Evropského parlamentu za ODS Oldřich Vlasák byl zvolen do funkce místopředsedy Evropského parlamentu

- 26. ledna
  - Česká národní banka oznámila, že schválí půjčku Mezinárodnímu měnovému fondu, až 38 miliard korun, když parlament schválí státní záruku.
  - Hackeři napadli web české vlády
- 1. února – Akreditační komise MŠMT neprodloužila akreditaci Fakultě právnické Západočeské univerzity v Plzni
- 6. února – Premiér Petr Nečas oznámil, že jeho vláda pozastavila ratifikační proces protipirátské smlouvy ACTA.
- 8. února – Senát Parlamentu ČR schválil novelu Ústavy České republiky, jíž byla zavedena přímá volba prezidenta ČR
- 24. února – Mezi nejvyšším státním zástupcem Pavlem Zemanem a vrchním státním zástupcem Vlastimilem Rampulou vypukl otevřený boj.
- 27. února – Začal týden neklidu Vysokých škol, které demonstrují proti reformě ministra školství Josefa Dobeše.
- 3. března – Byly vyhlášeny filmové ceny Český lev. Zvítězil film Poupata.
- 9. března – Ministr školství Josef Dobeš prodloužil akreditaci Fakultě právnické Západočeské univerzitě v Plzni do roku 2016.
- 23. března – Ministr školství Josef Dobeš podal demisi, ve své funkci setrval do 31. března 2012.
- 20. dubna – Na Václavském náměstí v Praze proběhla dosud největší protivládní demonstrace (dle různých zdrojů 90 až 120 tisíc osob) po roce 1989.
- 2. května – Novým ministrem školství, mládeže a tělovýchovy byl jmenován Petr Fiala, bývalý rektor Masarykovy univerzity v Brně.
- 12. května – Mistrem České republiky v kopané se stal tým FC Slovan Liberec.
- 14. května – Středočeský hejtman a poslanec David Rath byl zatčen pro korupci.
- 24. května – V lese Doubrava nedaleko Bzence vznikl největší lesní požár od roku 1998, který zasáhl 200 hektarů a jeho likvidace trvala několik dní.
- 19. června – Google maps vypustil nové snímky ve službě Street view. Nyní je Česká republika téměř celá pokryta.
- 27. června – Prezident republiky Václav Klaus odvolal Jiřího Pospíšila z funkce ministra spravedlnosti.
- 29. června – Generálporučík Petr Pavel byl jmenován do funkce náčelníka Generálního štábu Armády České republiky.
- 1. – 8. července v Praze proběhl sokolský týden, který vyvrcholil 15. všesokolským sletem ve dnech 5. a 6. července. Všechny tyto akce se uskutečnily v rámci oslav 150. výročí založení Sokola.
- 5. a 6. července v Chotěboři proběhl první český Minecon. Na tuto akci přišlo 1200 lidí.
- 20. srpna – Padl absolutní teplotní rekord v historii tuzemských měření, když meteorologové v Dobřichovicích na Praze-západ naměřili teplotu 40,4 °C.[1]
- 14. září – Kvůli hromadným otravám metanolem vláda České republiky vyhlásila plošnou prohibici na prodej tvrdého alkoholu s obsahem nad 20 % čistého lihu – viz Metanolová aféra.
- 28. září – Střelba na prezidenta ČR Václava Klause v Chrastavě. Prezidentovi se nic nestalo, útočník dopaden.
- 3. října – Ministr práce a sociálních věcí ČR Jaromír Drábek oznámil, že k 31. říjnu 2012 odstupuje ze své ministerské funkce kvůli korupční aféře svého náměstka Vladimíra Šišky.
- 5. října – přejmenování Letiště Praha-Ruzyně na Letiště Václava Havla.[2]
- 12. a 13. října – Volby do zastupitelstev krajů a první kolo senátních voleb
- 19. a 20. října – druhé kolo voleb do Senátu
- 4. – 5. listopadu
  - V Brně proběhl kongres Občanské demokratické strany, do funkce předsedy strany byl znovuzvolen Petr Nečas
  - V Brně proběhla ustavující schůze strany LIDEM, předsedkyní strany byla zvolena Karolína Peake
  - V pražské O2 aréně proběhlo finále Fed Cupu 2012, v němž Česká republika porazila Srbsko 3:1 a stala se podruhé v řadě vítězem této ženské tenisové týmové soutěže
- 16. listopadu – Ludmila Müllerová byla jmenována ministryní práce a sociálních věcí ČR ve vládě Petra Nečase, kde nahradila Jaromíra Drábka

### Svět

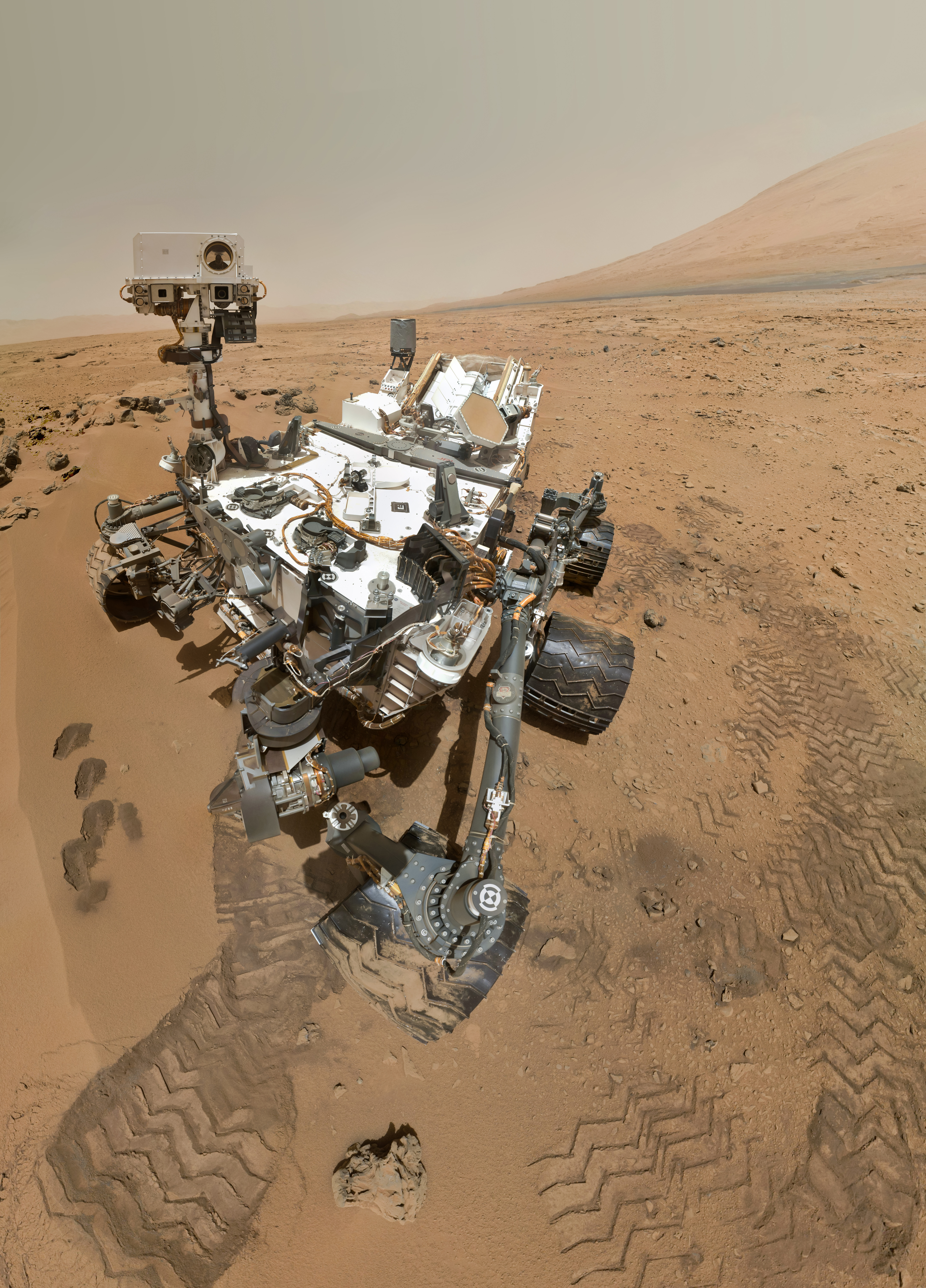
Kosmická sonda Curiosity přistála na Marsu

- 1. ledna – Nová Ústava Maďarska, nový stát v Maďarsku, Dánsko se ujalo předsednictví EU
- 4. ledna – Google Chrome se stal nejpoužívanějším prohlížečem na planetě.
- 7. ledna – Tenisté Tomáš Berdych a Petra Kvitová vyhráli Hopmanův pohár.
- 9. ledna – Polský vojenský prokurátor Mikolaj Przybyl se při vysvětlování postupu vyšetřování havárie Tu-154 u Smolenska pokusil o sebevraždu zastřelením. Přežil.
- 13.–22. ledna – v rakouském Innsbrucku se konaly první zimní olympijské hry mládeže 2012.
- 14. ledna
  - Dánsko oslavilo 40 let od nástupu dánské královny Markéty II. na trůn.
  - Ve Středozemním moři u pobřeží Itálie tragicky skončila plavba výletní třináctipalubové Costa Concordia. Převrátila se, když narazila do útesu. Za vše, podle všeho, může kapitán lodi. Havárie způsobila několik desítek mrtvých a pohřešovaných
- 15. ledna
  - V Rumunsku proběhly masové protesty proti vládním reformám.
  - Byly uděleny filmové ceny Zlatý glóbus.
  - Prezidentské volby ve Finsku.
- 17. ledna – Předsedou Evropského parlamentu byl zvolen německý sociální demokrat Martin Schulz
- 21. ledna – Šestnáctiletá Nizozemka Laura Dekkerová obeplula sama na jachtě po roce a dni celý svět, zaznamenala tak rekord, který ale nebude zapsán do Guinnessovy knihy rekordů.
- 22. ledna – Chorvatsko v referendu souhlasilo se vstupem do Evropské unie.
- 23. ledna – Britka Felicity Astonová přešla jako první žena v historii Antarktidu.
- 30. ledna – V Bruselu 25 zemí Evropské unie podepsalo pakt o rozpočtové unii. Proti byla Česká republika a Velká Británie.
- 31. ledna – 433 Eros, druhý největší Zemi nejbližší objekt (o velikosti 13×13×33 km) minul Zemi ve vzdálenosti 0.1790 astronomických jednotek (26 778 019 km). NASA studovala Eros sondou NEAR Shoemaker vypuštěnou 17. února 1996
- 1. února – V Egyptě při nepokojích fotbalových fanoušků zemřelo 74 lidí a tisíce dalších zraněno. Dělo se tak ve městech Port Said a Káhira.
- 5. února – Super Bowl XLVI se odehrál na stadionu Lucas Oil Stadium v Indianapolis, Indiana.
- 6. února – 60 let od nástupu britské královny Alžběty II. na trůn.
- 9. února – Americký televizní seriál Simpsonovi dosáhl pěti set dílů.
- 12. února
  - V Jihoafrické republice byl tamní policií zatčen český podnikatel Radovan Krejčíř.
  - V Británii byly uděleny filmové ceny BAFTA
  - V USA byly uděleny hudební Ceny Grammy. Večer byl věnován nedávno zesnulé Whitney Houston.
- 15. února – V honduraské věznici propukl požár, při kterém zemřelo 360 vězňů.
- 17. února
  - Německý prezident Christian Wulff rezignoval.
  - Radovan Krejčíř, který byl zatčen v Jihoafrické republice, byl propuštěn z vazby.
- 18. února – Dominik Duka byl papežem Benediktem XVI. ve Vatikánu jmenován kardinálem.
- 26. února – Byly uděleny 84. ceny Oscar. Nejlepším filmem se stal němý snímek Umělec. Večer moderoval již po deváté americký komik Billy Crystal.
- 3. března – Na jihu Polska se srazily dva vlaky na trati Krakov – Varšava u obce Szczekociny. Zemřelo 15 lidí. Šlo o jednu z nejtragičtějších železničních nehod v Evropě.
- 4. března – Staronovým ruským prezidentem byl zvolen Vladimir Putin.
- 11. března – Vítězem slovenských předčasných parlamentních voleb se stala Smer-SD Roberta Fica.
- 13. března – Při nehodě belgického autobusu ve Švýcarsku zahynulo 28 lidí, převážně dětí.
- 15.–18. března – Lipský knižní veletrh
- 18. března – Novým německým prezidentem byl zvolen Joachim Gauck.
- 19. března
  - Střelba ve městě Toulouse. Islámský fanatik alžírského původu Mohammed Merah střílel před synagogou, čtyři mrtví. (Útoky v Montauban a Toulouse)
  - Pokus o převrat v Pekingu. V noci z 19. na 20. března došlo v Pekingu pravděpodobně k pokusu o převrat, neoznačené armádní složky údajně zrána obsadily všechna důležitá místa vládního komplexu v Čung-nan-chaj i jinde v Pekingu.
- 2. dubna – Maďarský prezident Pál Schmitt rezignoval.
- 6. dubna
  - Tuaregové po převratu v Mali vyhlásili jednostranně stát Azavad.
- 15. dubna – Sté výročí potopení Titaniku.
- 16. dubna – Byl zahájen soud s Andersem Behringem Breivikem.
- 2. května – János Áder byl zvolen do úřadu prezidenta Maďarska.
- 4.–20. května – 76. mistrovství světa v ledním hokeji v Helsinkách a ve Stockholmu.
- 6. května
  - Ve druhém kole prezidentských voleb ve Francii zvítězil kandidát Socialistické strany François Hollande nad dosavadním prezidentem Nicolasem Sarkozym.
  - parlamentní volby v Řecku
- 7. května – Vladimir Putin byl znovu uveden do funkce ruského prezidenta.
- 8. května – Dmitrij Medveděv byl jmenován předsedou vlády Ruské federace.
- 9. května – Ruský letoun Suchoj Superjet 100 havaroval při předváděcím letu v Indonésii.
- 12. května – mezinárodní akce globální změny #12M – Šeříková revoluce ¡Democracia Real YA!, Occupy movement
- 15. května
  - vyšla počítačová hra Diablo III.
  - François Hollande byl uveden (inaugurován) do funkce francouzského prezidenta.
- 20. května – prstencové zatmění Slunce viditelné z oblasti Tichého oceánu (Čína – Kalifornie).
- 22. května – V Tokiu byla slavnostně otevřena telekomunikační věž Tokyo Skytree vysoká 634 metrů.
- 22.–26. května – V Baku vyhrála 57. ročník Eurovision Song Contest švédská zpěvačka Loreen s písní „Euphoria“.
- 5.–6. června 22:09–04:49 UTC – Druhý a poslední sluneční tranzit Venuše v tomto století. Podle výpočtů se Venuše dostane znovu mezi Zemi a Slunce v letech 2117 a 2125.
- 9. června–1. července – Mistrovství Evropy ve fotbale 2012 se konalo v Polsku a na Ukrajině
- 24. června – Muhammad Mursí byl zvolen novým egyptským prezidentem.
- 1. července
  - Kypr se ujal předsednictví EU.
  - V mexických prezidentských volbách zvítězil Enrique Peña Nieto.
- 18.–21. července – světový veslařský šampionát 2012 se v bulharském Plovdivu.
- 25. července – V indických prezidentských volbách zvítězil Pranab Mukherdží.
- 27. července – Zahajovací ceremonie XXX. letních olympijských her 2012 v Londýně.
- 6. srpna
  - 7:17 letního středoevropského času (plus minus dvě minuty) přistála na planetě Mars americká vesmírná sonda Curiosity, nesoucí stejnojmenné vesmírné vozítko
  - Syrský prezident Bašár al-Asad odvolal syrského premiéra Rijáda Hidžába, který uprchl ze země.
- 12. srpna – ukončovací ceremonie Letních olympijských her 2012 v Londýně
- 24. srpna – Norský masový vrah Anders Breivik byl odsouzen k 21 letům vězení.
- 29. srpna – zahájení Letní paralympiády 2012
- 7. září – dvousté výročí bitvy u Borodina v Rusku.
- 8. září – jednání APHS v ruském Vladivostoku.
- 9. září – konec Letních paralympijských her 2012.
- 5. října – v Austrálii byl představen nový obří radioteleskop ASKAP.
- 6. listopadu
  - volby ve Spojených státech amerických – volba prezidenta USA, senátní volby a volby do Sněmovny reprezentantů, Barack Obama byl znovuzvolen prezidentem USA.
  - všeobecné volby v Portoriku.
- 13. listopadu – úplné zatmění Slunce viditelné z jižní Austrálie a z oblasti jižního Pacifiku.
- 28. listopadu – polostínové zatmění Měsíce.
- 3. prosince
  - následník britského trůnu, princ William a jeho manželka Kate oznámili, že očekávají narození prvního potomka.
  - opozice planety Jupiter
- 14. prosince – policista Dmitrij Pavljučenkov byl uznán vinným z podílu na vraždě novinářky Anny Politkovské a odsouzen na 11 let vězení.
- 21. prosince
  - V 11:11 UTC nastal zimní slunovrat na severní polokouli a letní slunovrat na jižní polokouli.
  - Jeden z předpokládaných termínů (dle korelace GMT – Goodman-Martinez-Thompson) ukončení cyklu mayského kalendáře, známého jako dlouhý počet. Viz též Předpovědi konce světa v roce 2012.
- 31. prosince – skončila platnost Kjótského protokolu.

## Události sneurčitým datem

### Věda a technika
- 26. října – Začal se prodávat nový operační systém Windows 8
- Ruské NPO Lavočkina s Roshydrometem plánují vytvořit nový kosmický systém „Arktika“ pro sledovaní změn počasí a usnadnění průzkumu užitečných nerostů v arktické oblasti.
- Toyota začne vyrábět pouze hybridní automobily.
- Londýn bude nakupovat jen hybridní autobusy.
- Pravděpodobně bude masivně nasazena nová technologie HTML5 na větší množství webů
- Od června se začne používat IPv6
- Čeští operátoři začnou ve větší míře zavádět systém připojení k internetu 3G i v menších městech a na venkově

### Politika a společnost
- Dluhová krize v eurozóně a dluhová krize v Řecku
- Syrská revoluce

## Narození
- 24. ledna – Athena z Monpezat, dcera dánského prince Joachima
- 23. února – Estelle, vévodkyně z Östergötlandu, švédská korunní princezna

## Úmrtí

### Česko

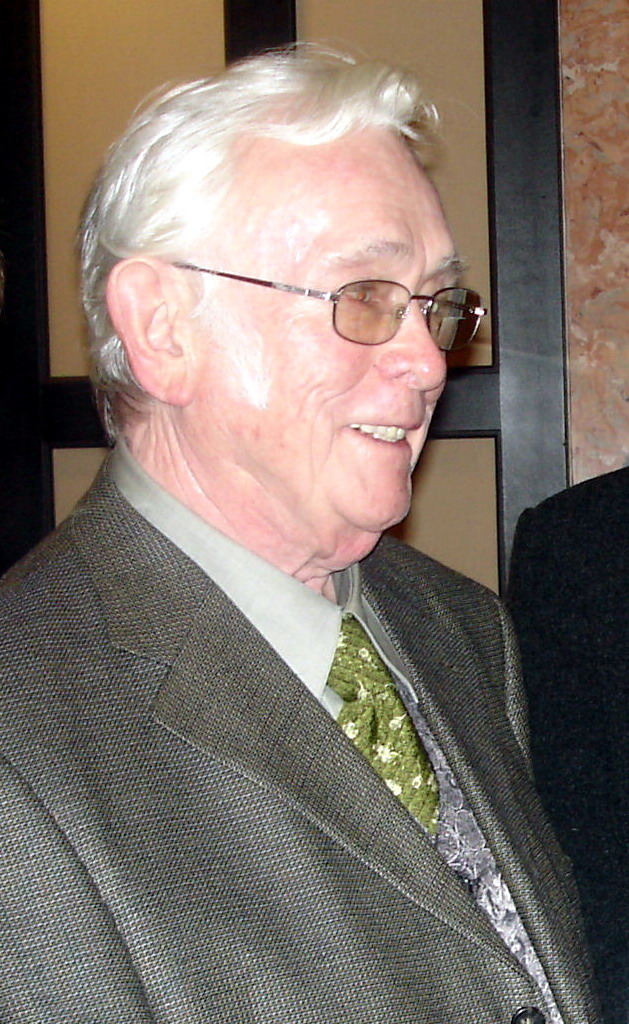
Josef Škvorecký († 3. leden)

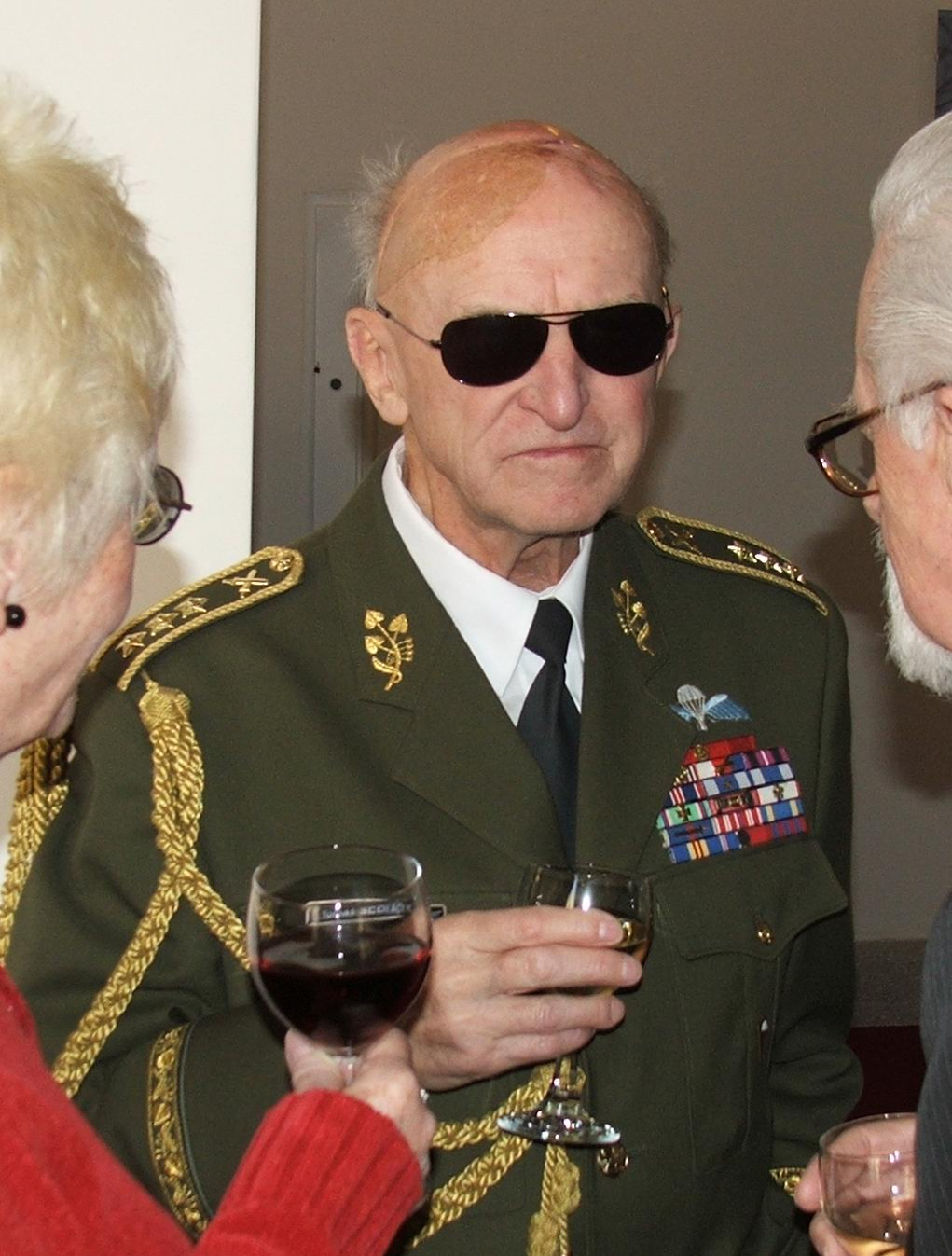
Tomáš Sedláček († 27. srpen)

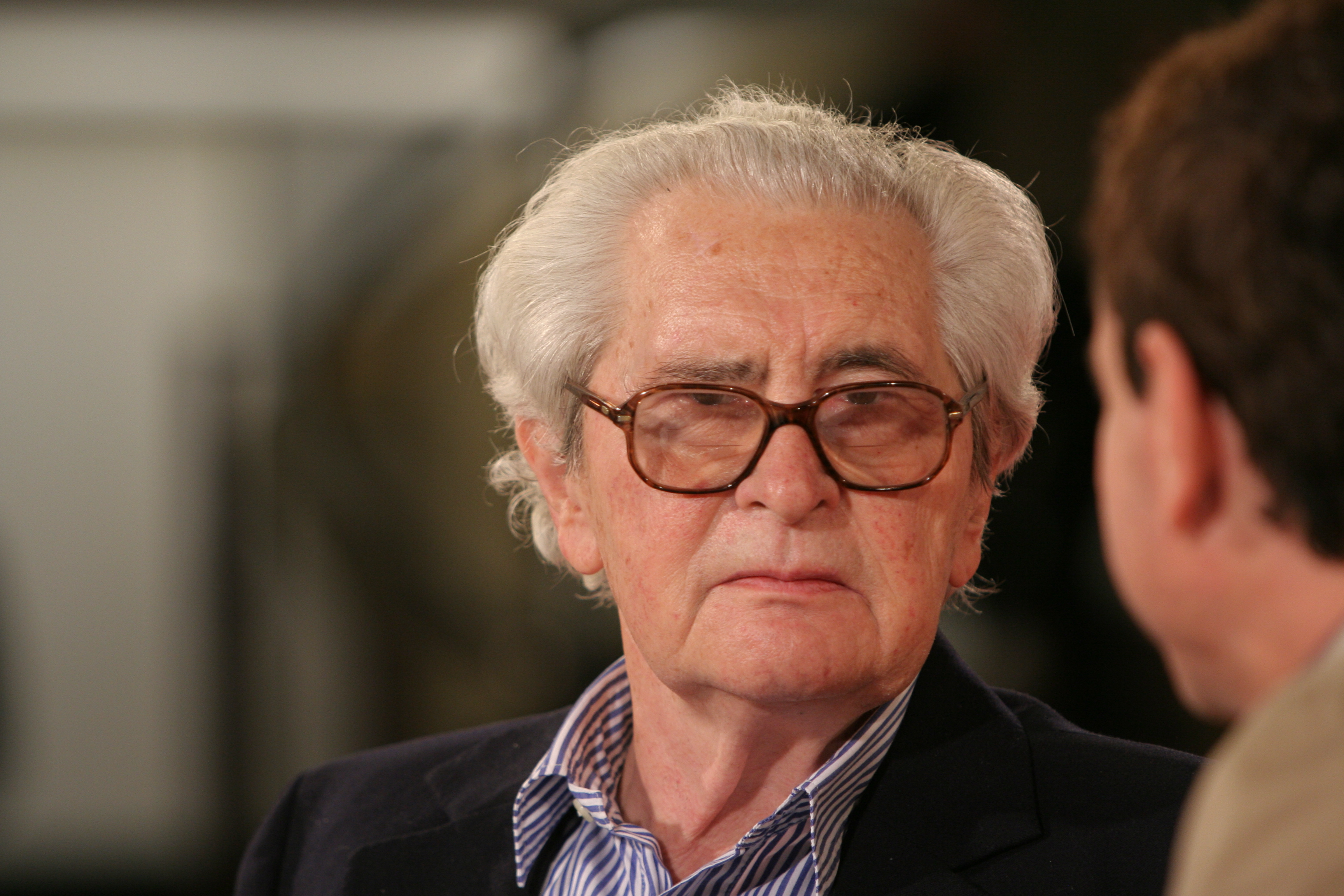
Břetislav Pojar († 12. říjen)

- 03. ledna – Josef Škvorecký, spisovatel a nakladatel (* 27. září 1924)
- 04. ledna – Josef Hejzlar, historik umění, sinolog, překladatel a publicista (* 21. ledna 1927)
- 06. ledna – Libuše Hynková, choreografka, folkloristka a etnografka (* 28. října 1923)
- 07. ledna – Ivo Tretera, filosof (* 22. května 1933)
- 15. ledna – Milan Lipner, socioterapeut, psychoterapeut (* 24. července 1952)
- 16. ledna – Květoslav Chvatík, filozof, estetik a literární teoretik (* 19. ledna 1930)
- 18. ledna – František Strnad, politik a bývalý poslanec Parlamentu ČR (* 7. února 1944)
- 19. ledna – Štěpán Vlašín, literární kritik a historik (* 23. prosince 1923)
- 20. ledna
  - Jiří Raška, skokan na lyžích, olympijský vítěz (* 4. února 1941)
  - Eli Urbanová, učitelka a esperantská básnířka (* 8. února 1922)
- 23. ledna
  - Zoe Hauptová, slavistka (* 9. února 1929)
  - Miloš Pojar, historik, spisovatel a diplomat (* 8. dubna 1940)
- 24. ledna – Viktor Stříbrný, kladenský umělecký kovář, malíř († 30. listopadu 1943)
- 26. ledna – Josef Hanzlík, básník a autor knih pro děti (* 19. února 1938)
- 27. ledna – Milan Jungmann, literární kritik (* 18. ledna 1922)
- 28. ledna – Josef Dobiáš, kněz, církevní historik a překladatel (* 10. září 1919)
- 02. února
  - Vilém Kropp, reportážní fotograf (* 15. července 1920)
  - Hermína Dušková, mecenáška umění (* 15. dubna 1910)
- 04. února – Václav Dosbaba, malíř, výtvarník a grafik (* 8. ledna 1945)
- 06. února – Karel Jech, historik a novinář (* 4. ledna 1929)
- 07. února – Petr Jalowiczor, politik a poslanec (* 15. listopadu 1973)
- 09. února – Lukáš Přibyl, sportovní redaktor a fotbalový funkcionář (* 19. ledna 1979)
- 10. února – Josef Poláček, afrikanista (* 29. ledna 1931)
- 19. února
  - Jaroslav Velinský, spisovatel, textař, písničkář, hudebník a nakladatel (* 18. prosince 1932)
  - Miroslav Zedníček, teolog a kanonista, překladatel CIC (* 4. listopadu 1931)
- 22. února – Otakar Fuka, filmový režisér (* 28. prosince 1936)
- 27. února – Vlasta Janečková, filmová a televizní scenáristka a režisérka (* 2. července 1934)
- 28. února – Antonín Vítek, znalec a popularizátor v oboru kosmonautiky (* 25. ledna 1940)
- 29. února
  - Jan Horský, teoretický fyzik (* 13. dubna 1940)
  - Miloš Vacek, hudební skladatel, dirigent, varhaník a sbormistr (* 20. června 1928)
- 02. března – Jiří Hanzálek, sochař a malíř (* 3. března 1926)
- 12. března
  - Karel Dospiva, krnovský dirigent a učitel hudby (* 28. března 1923)
  - Josef Fabián, regionální kulturní pracovník, divadelník a publicista, politik (* 16. dubna 1944)
- 15. března
  - Zdeněk Masopust, právní filosof, teoretik a politik (* 26. února 1938)
  - Bohuslav Bubník, člen sokolského druhého odboje (* 22. dubna 1918)
- 16. března – Bronislav Poloczek, česko-polský herec (* 7. srpna 1939)
- 17. března
  - Jaroslav Němec, kněz, profesor církevních dějin (* 25. dubna 1932)
  - Jaroslav Olšava, katolický kněz a spisovatel (* 6. dubna 1922)
- 19. března – Bohumír Vedra, lékař a vědec (* 1. listopadu 1917)
- 26. března – Ján Mlynárik, slovenský historik a politik (* 11. února 1933)
- 29. března – Ladislav Schmied, astronom (* 22. června 1927)
- 05. dubna – Stanislav Strnad, filmový režisér (* 17. prosince 1930)
- 08. dubna – Oskar Přindiš, malíř, kreslíř a sochař (* 19. září 1947)
- 09. dubna – Josef Hendrich, filolog (* 1. května 1920)
- 13. dubna
  - Ivo Mička, novinář a spisovatel (* 19. ledna 1938)
  - Zdeněk Kozák, herec (* 24. prosince 1924)
- 16. dubna – Dagmar Hochová, fotografka (* 10. března 1926)
- 19. dubna – Jindřich Bilan, děkan Hornicko-geologické fakulty Technické univerzity v Ostravě (* 10. července 1923)
- 21. dubna – Alois Horváth, romský muzikant a mistr houslař (* 22. ledna 1947)
- 24. dubna – Ivan Brož, diplomat, překladatel a spisovatel literatury faktu. (* 29. května 1938)
- 26. dubna – Jaroslav Vacek, figurativní sochař, výtvarník a medailér (* 6. prosince 1923)
- 30. dubna – Radovan Kuchař, horolezec (* 22. října 1928)
- 03. května – Ivan Jilemnický, sochař (* 23. května 1944)
- 04. května – Karel Bělohradský, herec (* 17. listopadu 1943)
- 07. května – Michal Pešek, herec a podnikatel (* 4. května 1959)
- 10. května – Jiří Hrůza, urbanista (* 31. května 1925)
- 11. května – Stanislav Brebera, chemik, tvůrce semtexu (* 10. srpna 1925)
- 12. května – Vácslav Babička, archivář (* 28. května 1949)
- 13. května – Ludvík Mucha, kartograf, historik kartografie (* 29. června 1927)
- 18. května – Dagmar Frýbortová, herečka (* 10. srpna 1925)
- 21. května – Stanislav Remunda, herec a divadelní režisér (* 27. července 1927)
- 22. května – Zdeněk Dienstbier, lékař, onkolog (* 30. května 1926)
- 26. května – Aleš Zimolka, hudebník a automobilový závodník (* 7. dubna 1963)
- 27. května – Zita Kabátová, herečka (* 27. dubna 1913)
- 28. května – Antonín Kinský, podnikatel a herec (* 1955)
- 29. května
  - Jiří Špét, historik, muzeolog a pedagog (* 25. září 1928)
  - Alexandr Kramer, spisovatel a disident (* 24. května 1946)
- 08. června – Jan Zemánek, řeholník, politický vězeň (* 23. ledna 1925)
- 10. června – Vladislav Kvasnička, filmař, dokumentarista (* 13. února 1956)
- 12. června – Robert Matula, voják a příslušník výsadku Wolfram (* 16. ledna 1918)
- 13. června – Josef Nálepa, sochař, medailér a sportovec vodní lyžař (* 1936)
- 14. června – Jaroslav Šabata, politik, filozof, psycholog, politolog a disident (* 2. listopadu 1927)
- 16. června – Jaroslava Adamová, herečka (* 15. března 1925)
- 18. června
  - Vladimír Koza, lékař (* 4. července 1954)
  - Eva Klepáčová, herečka (* 2. května 1933)
- 19. června – Miroslav Pangrác, sochař a malíř (* 16. října 1924)
- 30. června – Ivan Sekyra, kytarista (* 1. října 1952)
- 05. července – Dalibor Chatrný, malíř a grafik (* 28. srpna 1925)
- 07. července – Stanislav Reiniš, lékař a spisovatel v exilu (* 22. prosince 1931)
- 08. července – Jiří Havel, ekonom a politik, poslanec Evropského parlamentu (* 20. srpna 1957)
- 11. července – Petr Štěpánek, matematik a vysokoškolský pedagog, bývalý poslanec Federálního shromáždění (* 24. ledna 1943)
- 12. července – Michael Marčák, ilustrátor, karikaturista a politický komentátor (* 5. listopadu 1947)
- 13. července – Ingo Bellmann, zpěvák a kytarista (* 30. prosince 1949)
- 16. července – Antonín Holý, vědec-chemik (* 1. září 1936)
- 17. července – Yvetta Tannenbergerová, operní pěvkyně (* 8. prosince 1968)
- 22. července – Jan Rokyta, cimbalista a herec (* 16. dubna 1938)
- 23. července – Milan Riehs, herec (* 17. ledna 1935)
- 26. července – Čestmír Šimáně, vědec-fyzik (* 9. května 1919)
- 27. července – Ladislav Rusek, skaut, výtvarník, publicista a básník (* 28. června 1927)
- 29. července, vedoucí produkce a výroby (* 12. dubna 1922)
- 31. července
  - Zuzana Hofmannová, horolezkyně (* 15. června 1959)
  - Miloš Čižmář, archeolog (* 17. prosince 1945)
- 07. srpna – Dušan Zbavitel, indolog (* 7. května 1925)
- 17. srpna – Jaroslav Malák, kreslíř a ilustrátor (* 21. listopadu 1928)
- 18. srpna – Zdeněk Jůzek, novinář a spisovatel (* 16. srpna 1948)
- 19. srpna – Miloslav Petrusek, sociolog (* 15. října 1936)
- 21. srpna
  - Mojmír Povolný, předseda Rady svobodného Československa (* 25. listopadu 1921)
  - Jan Štern, básník, novinář a disident (* 1. listopadu 1924)
- 22. srpna
  - Stanislav Rosypal, mikrobiolog a molekulární biolog (* 12. června 1927)
  - Mojmír Povolný, poúnorový exilový činovník (* 25. listopadu 1921)
- 24. srpna – Jan Bureš, český neurovědec světového významu (* 13. června 1926)
- 27. srpna – Tomáš Sedláček, válečný veterán a generál (* 8. ledna 1918)
- 03. září – Jan Grimm, malíř (* 17. dubna 1943)
- 09. září – Petr Polák, režisér (* 21. září 1943)
- 10. září – Růžena Gottliebová, herečka, tanečnice a choreografka (* 20. září 1911)
- 11. září – Lumír Peňáz, herec (* 4. července 1931)
- 12. září – Radoslav Brzobohatý, herec (* 13. září 1932)
- 16. září – Jiří Musil, sociolog (* 20. února 1928)
- 20. září – Tomáš Durdík, archeolog a kastelolog (* 24. ledna 1951)
- 25. září – Jakub Polák, politický aktivista, anarchista, disident a novinář (* 1. září 1952)
- 27. září – Ivo Osolsobě, estetik, teatrolog, sémiotik a překladatel (* 26. března 1928)
- 29. září – Václav Pleskot, předseda Československého olympijského výboru (* 1. ledna 1921)
- 12. října – Břetislav Pojar, scenárista a režisér animovaných filmů, filmový pedagog (* 7. října 1923)
- 15. října
  - Jan Lipa, olašský král (* 19. ledna 1940)
  - Jaroslav Kos, lékař, zakladatel anatomického ústavu v Plzni (* 5. listopadu 1917)
- 17. října – Otakar Brůna, publicista, dramaturg a spisovatel (* 31. ledna 1928)
- 21. října – Jaroslav Kozlík, pedagog a volejbalista (* 22. května 1907)
- 22. října – František Skřípek, architekt, grafik a scénograf (* 7. srpna 1923)
- 30. října – Miloš Pick, ekonom a národohospodář (* 16. srpna 1926)
- 31. října – Vladimír Nedvěd, vojenský letec a generál (* 27. března 1917)
- 02. listopadu – Karel Kobosil, designér (* 22. prosince 1944)
- 05. listopadu – Jan Weisshäutel, sportovec lyžař, běžec na lyžích, trenér, manažer a podnikatel (* 12. listopadu 1943)
- 06. listopadu – Vladimír Jiránek, ilustrátor, kreslíř a humorista (* 6. června 1938)
- 07. listopadu – Jiří Chaloupka, žokej a dostihový trenér (* 13. listopadu 1951)
- 13. listopadu – Milan Horálek, ekonom, publicista a politik (* 27. listopadu 1931)
- 15. listopadu – Ladislav Kyselák, violista a pedagog (* 27. června 1956)
- 18. listopadu – Ida Rozová, novinářka (* 1. dubna 1951)
- 22. listopadu – Jan Trefulka, spisovatel, překladatel a literární kritik (* 15. května 1929)
- 23. listopadu – Jiří Fiala, matematik, analytický filozof a překladatel (* 24. února 1939)
- 28. listopadu – Jiří Střítecký, architekt (* 14. března 1954)
- 29. listopadu – Zora Wolfová, překladatelka (* 20. února 1928)
- 30. listopadu – Jan Petr Velkoborský, překladatel z finštiny a angličtiny (* 11. července 1934)
- 04. prosince – Miroslav Kluc, hokejista (* 1. prosince 1922)
- 05. prosince – Miroslav Sígl, novinář, publicista a spisovatel (* 25. září 1926)
- 06. prosince – Jaroslav Balátě, vědec v oboru informatiky (* 30. srpna 1931)
- 08. prosince – Karel Vaš, komunistický prokurátor a soudce (* 20. března 1916)
- 09. prosince – Ivan Ljavinec, řeckokatolický exarcha (* 18. dubna 1923)
- 10. prosince
  - Miloš Ondřej, botanik (* 15. června 1940)
  - Josef Režný, folklorista, sbormistr, dudák a sběratel (* 2. února 1924)
- 11. prosince
  - Antonie Hegerlíková, herečka (* 27. listopadu 1923)
  - Josef Klán, operní pěvec (bas) (* 8. února 1935)
- 13. prosince – Jan Blaha, duchovní a katolický biskup (* 12. března 1938)
- 15. prosince
  - Eduard Saul, ministr hutnictví a těžkého průmyslu Československa (* 8. března 1929)
  - Pavel Pípal, herec (* 11. dubna 1938)
- 16. prosince – Fan Vavřincová, spisovatelka a scenáristka (* 17. listopadu 1917)
- 18. prosince – Václav Kasík, hudebník, hudební redaktor a manažer (* 9. srpna 1947)
- 22. prosince – Květa Legátová, spisovatelka (* 3. listopadu 1919)
- 23. prosince – Zdenek Slouka, novinář a politolog (* 13. srpna 1923)
- 24. prosince – Jindřiška Smetanová, spisovatelka, scenáristka a překladatelka (* 26. října 1923)
- 27. prosince – Radomil Rejšek, folklorista-zpěvák, tanečník a pedagog (* 16. února 1929)
- 28. prosince – Václav Drobný, fotbalista (* 9. září 1980)
- 29. prosince – Miroslav Čvorsjuk, kameraman a fotograf (* 3. října 1951)
- 0?
  - Robert Gill (spisovatel), spisovatel (* 1935)
  - Josef Janouš, klarinetista česko-francouzského původu (* 9. srpna 1927)

### Svět
- 1. ledna

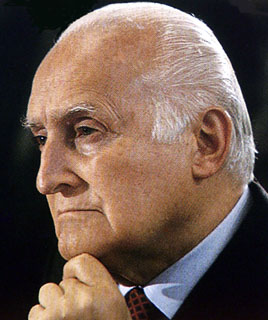
Oscar Luigi Scalfaro († 29. leden)

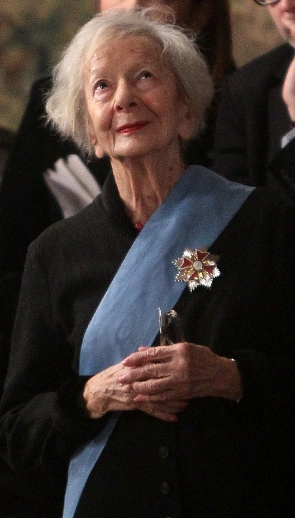
Wisława Szymborská († 1. únor)

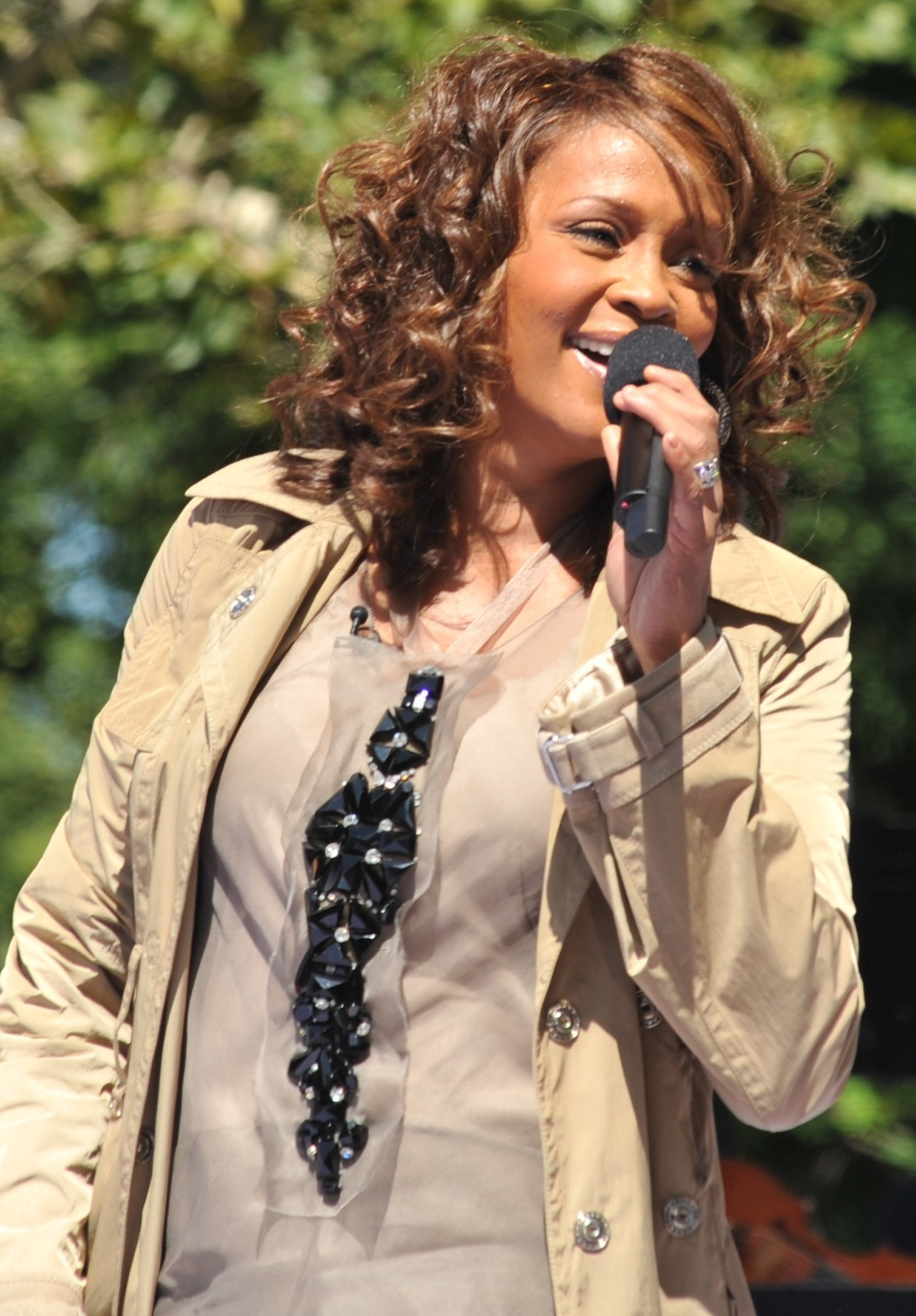
Whitney Houston († 11. únor)

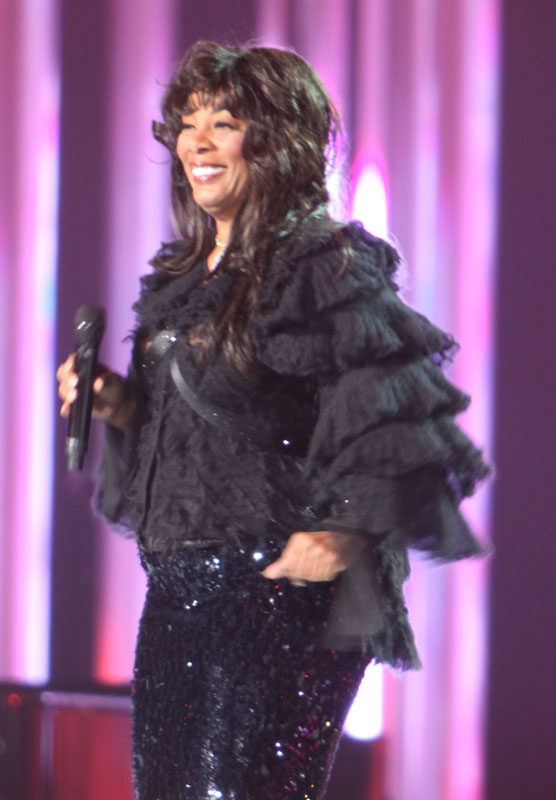
Donna Summer († 17. květen)

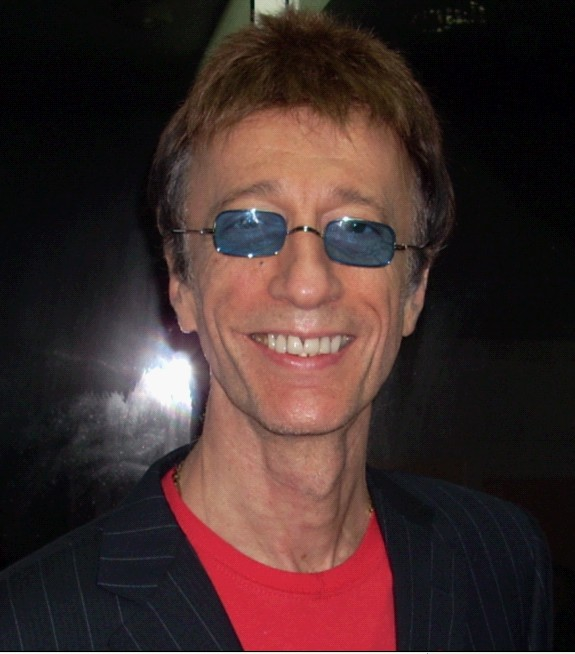
Robin Gibb († 20. květen)

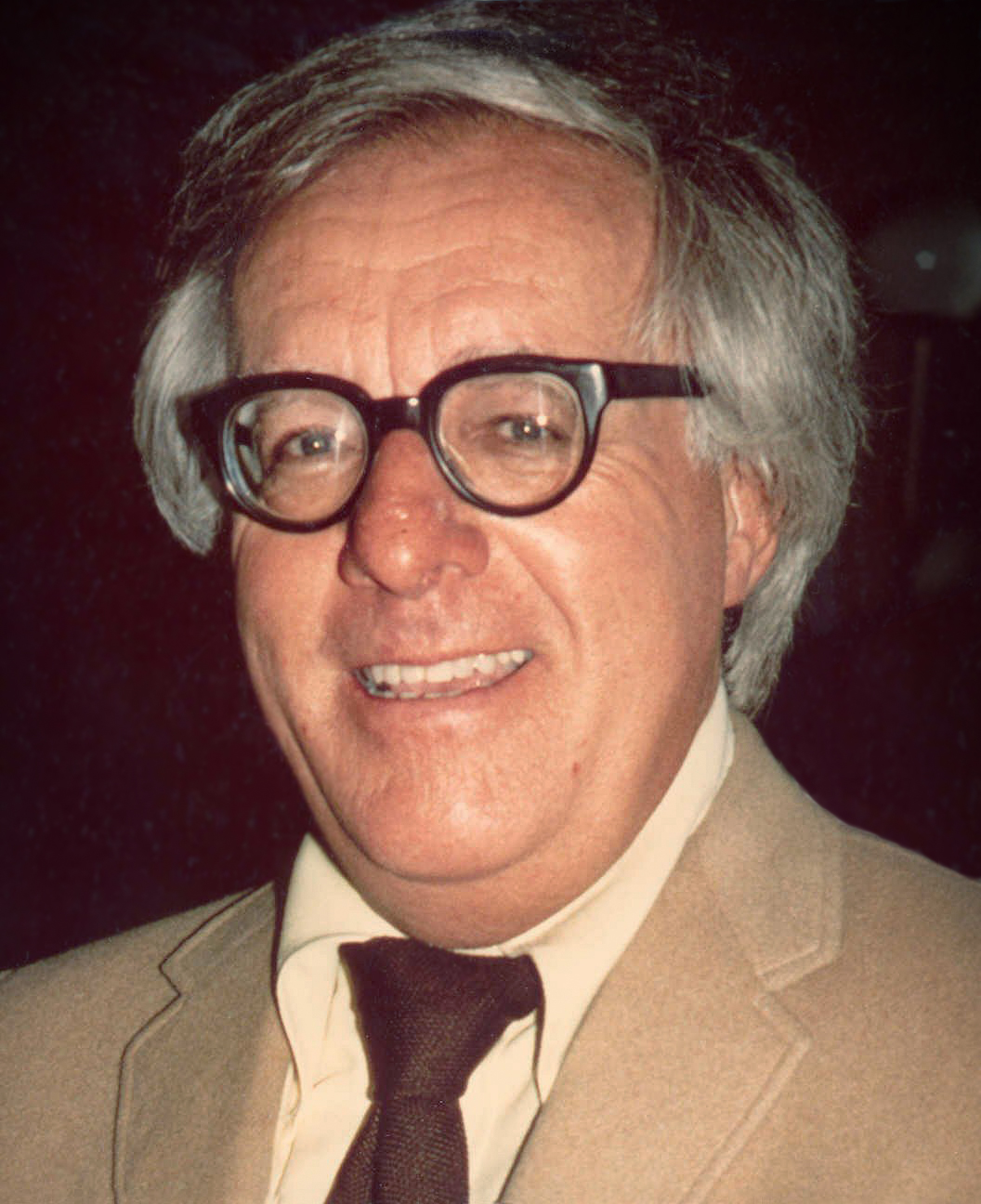
Ray Bradbury († 5. červen)

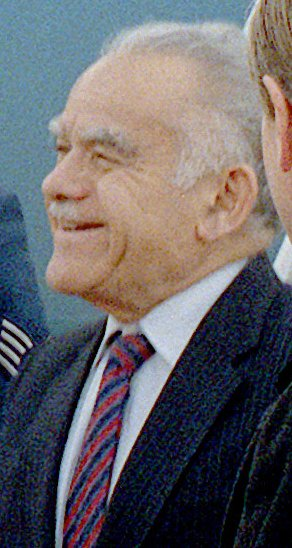
Jicchak Šamir († 30. červen)

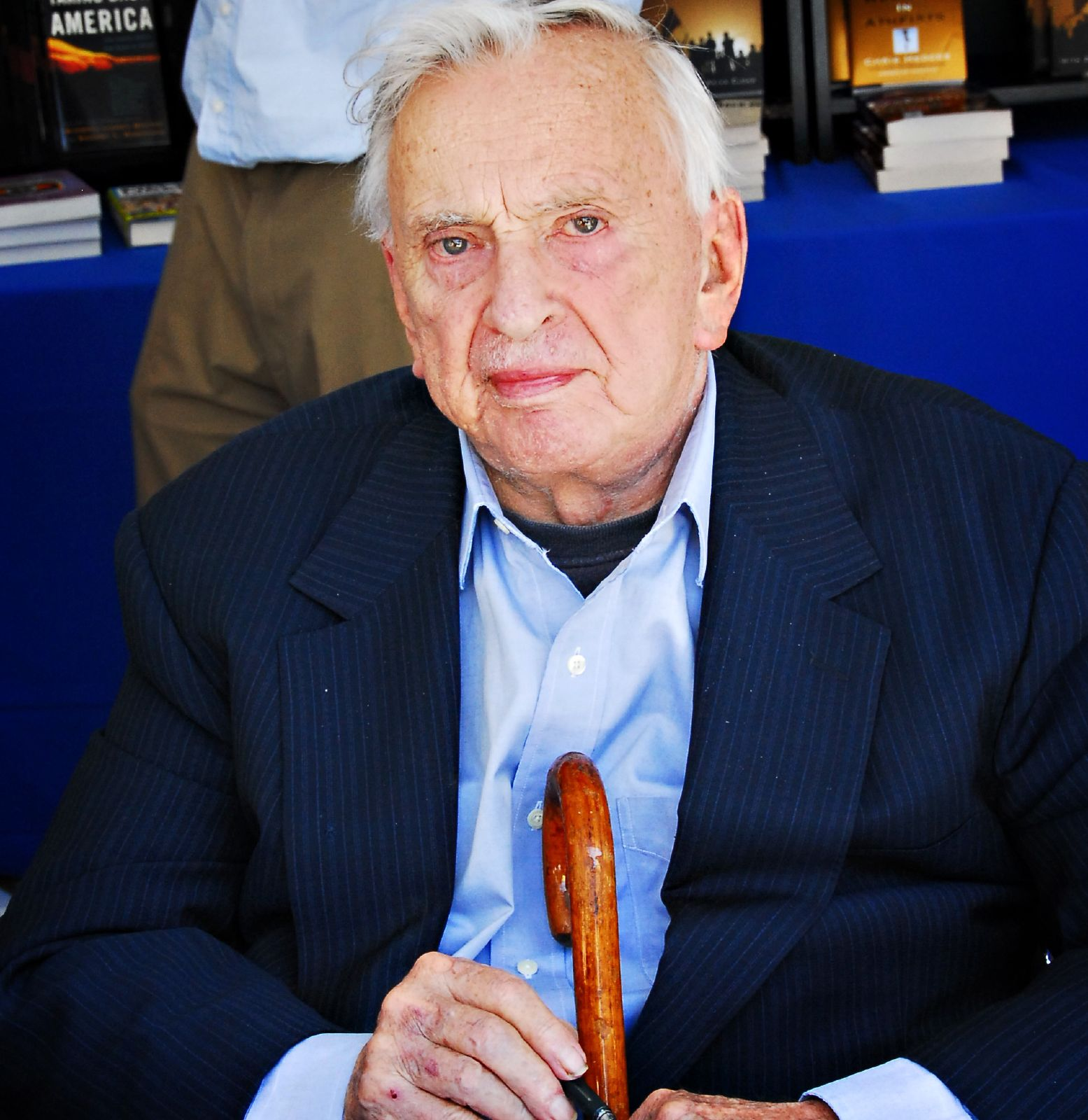
Gore Vidal († 31. červenec)

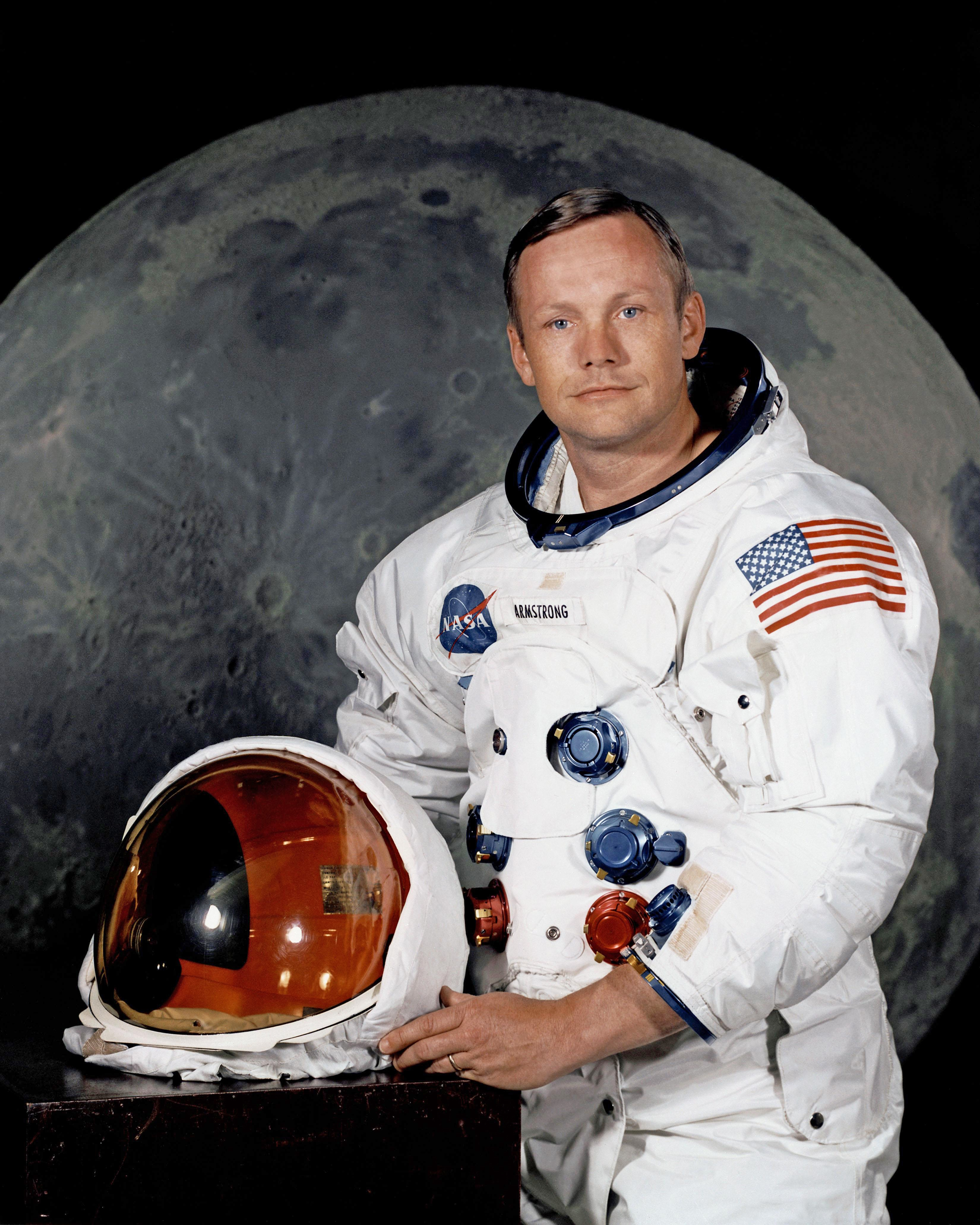
Neil Armstrong († 25. srpen)

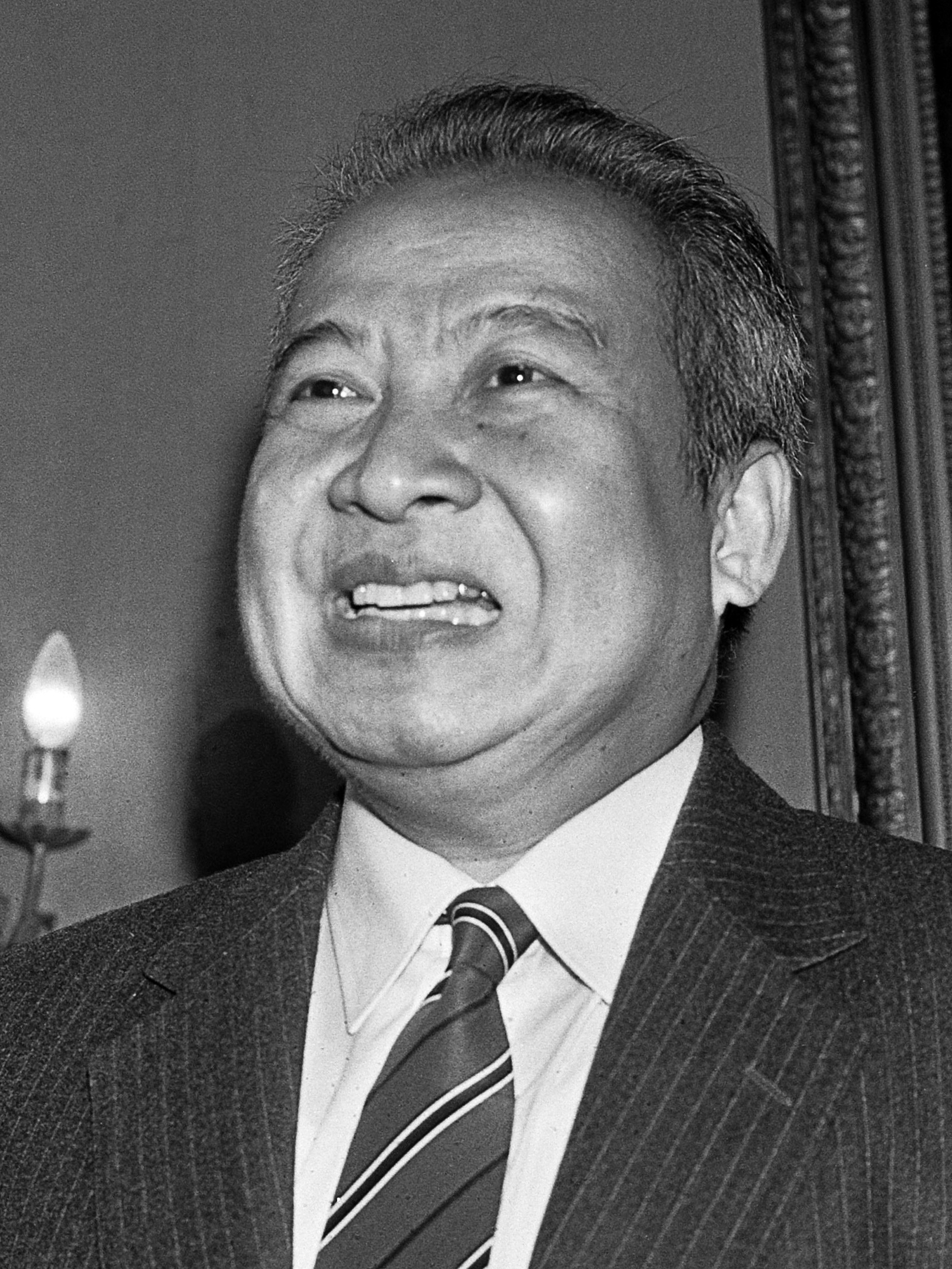
Norodom Sihanuk († 15. říjen)

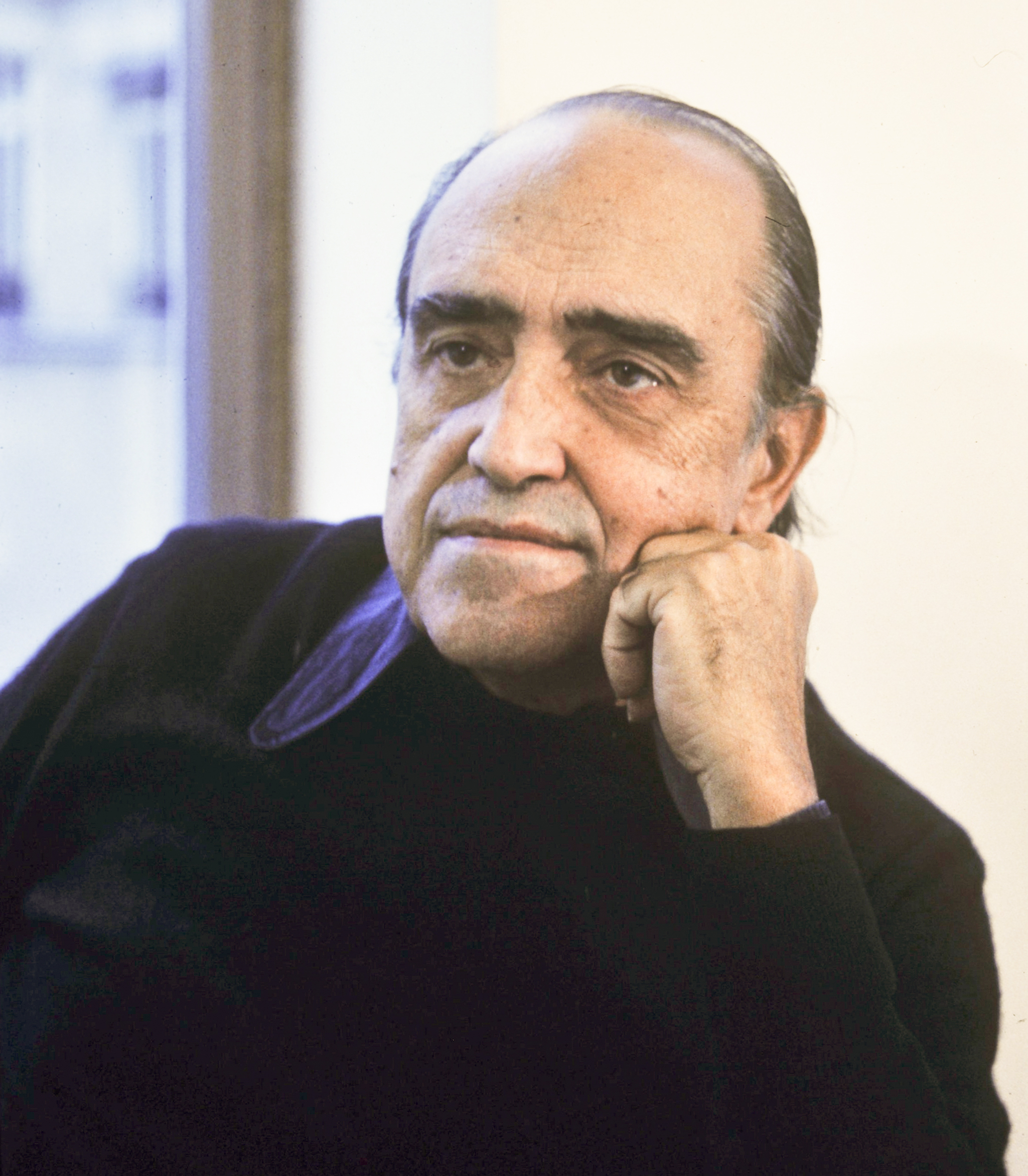
Oscar Niemeyer († 5. prosinec)

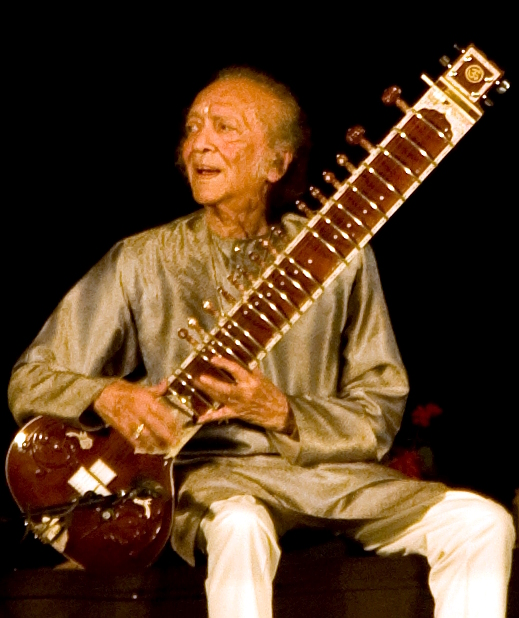
Ravi Šankar († 11. prosinec)

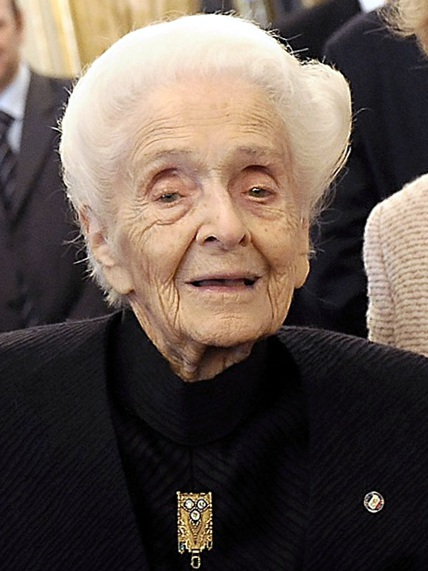
Rita Leviová-Montalciniová († 30. prosinec)

  - Kiro Gligorov, makedonský prezident (* 3. května 1917)
  - Jafa Jarkoni, izraelská zpěvačka (* 24. prosince 1925)
  - Fred Milano, americký doo-wopový zpěvák (* 26. srpna 1939)
  - Bob Anderson, anglický šermíř a filmový choreograf bojových scén (* 15. září 1922)
- 2. ledna
  - Larry Reinhardt, americký kytarista (* 7. července 1948)
  - Ian Bargh, kanadský jazzový klavírista a skladatel (* 8. ledna 1935)
  - Paulo Rodrigues da Silva, brazilský fotbalista (* 11. října 1986)
- 3. ledna – Bob Weston, britský kytarista, člen skupiny Fleetwood Mac (* 1. listopadu 1947)
- 4. ledna
  - Eve Arnoldová, americká fotožurnalistka (* 21. dubna 1912)
  - Kerry McGregor, skotská zpěvačka a herečka (* 30. října 1974)
- 5. ledna
  - Hikaru Hajaši, japonský klavírista, skladatel a dirigent (* 22. října 1931)
  - Selwyn Baptiste, trinidadský hudebník (* 10. července 1936)
- 6. ledna – Tom Ardolino, americký bubeník, člen skupiny NRBQ (* 12. ledna 1955)
- 8. ledna
  - Françoise Christophe, francouzská herečka (* 3. února 1923)
  - Dave Alexander, americký bluesový hudebník (* 10. března 1938)
- 9. ledna
  - Ernie Carson, americký klavírista, kornetista a zpěvák (* 4. prosince 1937)
  - Bridie Gallagher, irská zpěvačka (* 7. září 1924)
  - Ruth Fernández, portorická zpěvačka a politička (* 23. května 1919)
- 11. ledna
  - Chuck Metcalf, jazzový kontrabasista (* 8. ledna 1931)
  - Bohumil Golián, československý volejbalista (* 25. března 1931)
- 12. ledna – Sadao Bekku, japonský hudební skladatel (* 24. května 1922)
- 14. ledna – Robbie France, britský bubeník, producent, aranžér a novinář (* 5. prosince 1959)
- 15. ledna – Manuel Fraga Iribarne, španělský a galicijský politik (* 23. listopadu 1922)
- 16. ledna
  - Jimmy Castor, americký saxofonista a zpěvák (* 23. června 1940)
  - Gustav Leonhardt, nizozemský varhaník, cembalista a dirigent (* 30. května 1928)
- 17. ledna – Johnny Otis, americký hudebník (* 28. prosince 1921)
- 19. ledna
  - Peter Åslin, švédský hokejový brankář (* 21. září 1962)
  - Winston Riley, jamajský zpěvák, hudební producent a skladatel (* 14. května 1943)
  - Sarah Burke, kanadská akrobatická lyžařka (* 3. září 1982)
- 20. ledna
  - Larry Butler, americký hudební producent a skladatel (* 26. března 1942)
  - John Levy, americký jazzový kontrabasista (* 11. dubna 1912)
  - Etta Jamesová, americká zpěvačka (* 25. ledna 1938)
  - Viliam Malík, slovenský fotograf (* 21. listopadu 1912)
- 21. ledna – Irena Jarocka, polská zpěvačka (* 18. srpna 1946)
- 22. ledna – André Green, francouzský psychoanalytik a spisovatel (* 12. března 1927)
- 23. ledna – Per Odeltorp, švédský baskytarista a zpěvák (* 19. listopadu 1948)
- 24. ledna
  - Serge de Sazo, francouzský fotograf (* 8. října 1915)
  - Theo Angelopoulos, řecký filmový režisér, scenárista a producent (* 27. dubna 1935)
- 25. ledna – Mark Reale, americký heavy metalový kytarista (* 7. června 1955)
- 26. ledna – Clare Fischer, americký hudebník a hudební skladatel (* 22. října 1928)
- 29. ledna – Oscar Luigi Scalfaro, italský prezident (* 9. září 1918)
- 31. ledna
  - Anthony Joseph Bevilacqua, filadelfský arcibiskup a kardinál (* 17. června 1923)
  - Leslie Carterová, americká zpěvačka (* 6. června 1986)
  - Mike Kelley, americký výtvarník (* 27. října 1954)
  - Dorothea Tanning, americká malířka (* 25. srpna 1910)
- 1. února
  - Wisława Szymborská, polská básnířka, esejistka, literární kritička a překladatelka, nositelka Nobelovy ceny (* 2. července 1923)
  - Ladislav Kuna, slovenský fotbalista a československý reprezentant (* 3. dubna 1947)
  - Ruth Hausmeister, německá herečka (* 5. června 1912)
- 2. února – Fatma Neslişah, princezna Osmanské říše a princezna Egypta (* 4. února 1921)
- 3. února
  - Norbert Blacha, polský klavírista, hudební skladatel a pedagog (* 28. září 1959)
  - Ben Gazzara, americký herec a režisér (* 28. srpna 1930)
- 4. února – István Csurka, zakladatel maďarské krajní pravice (* 27. března 1934)
- 5. února
  - Al De Lory, americký dirigent, producent a hudebník (* 31. ledna 1930)
  - Bill Hinzman, americký herec a režisér (* 24. října 1936)
- 6. února
  - Henry Duméry, francouzský filosof (* 29. února 1920)
  - Antoni Tàpies, španělský malíř a sochař (* 13. prosince 1923)
- 7. února
  - Janice Elaine Vossová, americká astronautka (* 8. října 1956)
  - Sergio Larrain, chilský fotograf (* 5. listopadu 1931)
- 8. února
  - Luis Alberto Spinetta, argentinský rockový hudebník (* 23. ledna 1950)
  - Wando, brazilský písničkář (* 2. října 1945)
- 9. února – Joe Moretti, skotský kytarista (* 10. května 1938)
- 11. února – Whitney Houston, americká zpěvačka, herečka a bývalá modelka (* 9. srpna 1963)
- 13. února – Jodie Christian, americký jazzový klavírista a hudební skladatel (* 2. února 1932)
- 14. února – Tonmi Lillman, finský bubeník (* 3. června 1973)
- 16. února – Ethel Stark, kanadská houslistka, dirigentka a pedagožka (* 25. srpna 1916)
- 15. února – Clive Shakespeare, v Anglii narozený australský kytarista, člen skupiny Sherbet (* 3. června 1949)
- 17. února
  - Nicolaas Govert de Bruijn, holandský matematik (* 9. července 1918)
  - Ulric Neisser, americký psycholog (* 8. prosince 1928)
  - Michael Davis, americký rockový baskytarista (* 5. června 1943)
- 18. února – Roald Aas, norský rychlobruslař a cyklista, olympijský vítěz (* 25. března 1928)
- 19. února – Renato Dulbecco, italsko-americký biolog a virolog, nositel Nobelovy ceny (* 22. února 1914)
- 20. února
  - Johanna von Herzogenberg, česko-německá historička umění, spisovatelka (* 23. června 1921)
  - Lydia Lamaison, argentinská herečka (* 5. srpna 1914)
- 22. února
  - Mike Melvoin, americký pianista (* 10. května 1937)
  - Billy Strange, americký zpěvák, kytarista, skladatel a herec (* 29. září 1930)
- 24. února – István Anhalt, kanadský hudební skladatel (* 12. dubna 1919)
- 25. února
  - Louisiana Red, bluesový kytarista a zpěvák (* 23. března 1932)
  - Red Holloway, americký saxofonista (* 31. května 1927)
  - Maurice André, francouzský trumpetista (* 21. května 1933)
  - Erland Josephson, švédský herec a publicista (15. června 1923)
  - Tadeusz Andrzej Zieliński, polský muzikolog, hudební kritik a spisovatel (* 22. května 1931)
- 26. února – Hazy Osterwald, švýcarský jazzový hudebník (* 18. února 1922)
- 29. února
  - Davy Jones, britský zpěvák, člen skupiny The Monkees (* 30. prosince 1945)
  - Roland Bautista, americký kytarista (* 30. května 1951)
- 1. března – Blagoje Adžić, jugoslávský partyzán a politik (* 2. září 1932)
- 3. března
  - Ralph McQuarrie, americký konceptuální designér a ilustrátor, tvůrce filmových efektů (* 13. června 1929)
  - Ronnie Montrose, americký kytarista (* 29. listopadu 1947)
- 4. března – Šmu'el Tankus, izraelský admirál (* 14. listopadu 1914)
- 5. března – Robert B. Sherman, americký skladatel (* 19. prosince 1925)
- 6. března
  - Joe Byrd, americký jazzový kytarista a kontrabasista (* 21. května 1933)
  - Guy Rosolato, francouzský psychoanalytik (* 1924)
- 8. března – Bugs Henderson, americký bluesový kytarista (* 20. října 1943)
- 9. března – José Tomás Sánchez, filipínský kardinál (* 17. března 1920)
- 10. března
  - Jean Giraud, francouzský komiksový kreslíř (* 8. května 1938)
  - Sherwood Rowland, americký chemik, nositel Nobelovy ceny (* 28. června 1927)
- 12. března – Michael Hossack, americký bubeník, člen skupiny The Doobie Brothers (* 27. října 1946)
- 13. března – Michel Duchaussoy, francouzský divadelní a filmový herec (* 29. listopadu 1938)
- 14. března – Eddie King, americký bluesový kytarista a zpěvák (* 21. dubna 1938)
- 15. března – Mervyn Davies, velšský ragbista (* 9. prosince 1946)
- 17. března
  - John Demjanjuk, válečný zločinec (* 3. dubna 1920)
  - Šenuda III., 117. alexandrijský patriarcha (* 3. srpna 1923)
  - Anton Straka, slovenský spisovatel a básník (* 22. září 1942)
- 18. března – George Tupou V., pátý král Tongy (* 4. května 1948)
- 19. března – Gene DeWeese, americký spisovatel (* 31. ledna 1934)
- 21. března – Derick Thomson, skotský básník (* 5. srpna 1921)
- 23. března – Abdullahi Yusuf Ahmed, somálský prezident (* 15. prosince 1934)
- 24. března – Vince Lovegrove, australský hudebník, člen skupiny The Valentines (* 19. března 1947)
- 27. března – Adrienne Richová, americká básnířka a feministická aktivistka (* 16. května 1929)
- 28. března
  - John Arden, anglický dramatik (* 26. října 1930)
  - Alexandr Grigorjevič Aruťunjan, arménský hudební skladatel (* 23. září 1920)
  - Jerry McCain, americký bluesový hráč na foukací harmoniku a zpěvák (* 18. června 1930)
  - Earl Scruggs, americký hráč na banjo (* 6. ledna 1924)
- 30. března – Viktor Kosičkin, sovětský rychlobruslař, olympijský vítěz (* 25. února 1938)
- 31. března – Lise London, francouzská komunistická odbojářka a aktivistka (* 15. února 1916)
- 2. dubna – Jimmy Little, australský hudebník, herec a pedagog (* 1. března 1937)
- 4. dubna – Claude Miller, francouzský filmový režisér, scenárista a producent (* 20. února 1942)
- 5. dubna – Barney McKenna, irský hudebník, hráč na banjo, mandolínu a melodeon (* 16. prosince 1939)
- 6. dubna – Ignatius Moussa I. Daúd, syrský patriarcha Antiochie, kardinál (* 18. září 1930)
- 7. dubna – Mike Wallace, americký žurnalista, herec a moderátor (* 9. května 1918)
- 8. dubna – Rikija Jasuoka, japonský herec a zpěvák (* 19. července 1947)
- 9. dubna
  - José Guardiola, španělský zpěvák (* 22. října 1930)
  - Boris Dmitrijevič Parygin, ruský psycholog a filozof (* 19. června 1930)
- 10. dubna
  - Luis Aponte Martínez, portorický kardinál (* 4. srpna 1922)
  - Lili Chookasian, americká operní zpěvačka (* 1. srpna 1921)
  - Barbara Buchholz, německá hráčka na theremin (* 8. prosince 1959)
  - Afewerk Tekle, etiopský malíř a sochař (* 22. října 1932)
- 11. dubna – Ahmed Ben Bella, alžírský prezident (* 25. prosince 1916)
- 12. dubna – Andrew Love, americký tenorsaxofonista (* 21. listopadu 1941)
- 13. dubna – Mimi Malenšek, slovinská spisovatelka (* 8. února 1919)
- 16. dubna
  - Jozef Májovský, slovenský botanik (* 10. června 1920)
  - Sári Barabás, maďarská operní pěvkyně (* 14. března 1914)
  - Teddy Charles, americký jazzový hudebník a skladatel (* 13. dubna 1928)
  - Alan Hacker, britský klarinetista (* 30. září 1938)
- 18. dubna – Dick Clark, americký televizní a rozhlasový moderátor (* 30. listopadu 1929)
- 19. dubna
  - Valerij Vasiljev, ruský lední hokejista (* 3. srpna 1949)
  - Levon Helm, americký hudebník, multiinstrumentalista (* 26. května 1940)
  - Greg Ham, australský hudebník a mutliinstrumentalista (* 27. září 1953)
- 20. dubna
  - Bert Weedon, britský kytarista (* 10. května 1920)
  - Joe Muranyi, americký klarinetista a saxofonista (* 14. ledna 1928)
- 21. dubna – Charles Colson, poradce Richarda Nixona (* 16. října 1931)
- 23. dubna
  - Chris Ethridge, americký baskytarista, člen skupiny The Flying Burrito Brothers (* 10. února 1947)
  - Billy Bryans, kanadský perkusionista a producent, člen skupiny The Parachute Club (* 15. září 1949)
  - Tommy Marth, americký saxofonista, spolupracovník skupiny The Killers (* 23. listopadu 1978)
- 25. dubna – Paul L. Smith, americký herec (* 24. června 1936)
- 28. dubna – Matilde Camus, španělská básnířka (* 26. září 1919)
- 29. dubna
  - Joel Goldsmith, americký skladatel (* 19. listopadu 1957)
  - Éric Charden, francouzský zpěvák (* 15. října 1942)
  - Kenny Roberts, americký zpěvák (* 14. října 1927)
  - Ervin Zádor, maďarský vodní pólista, olympijský vítěz (* 7. června 1935)
- 30. dubna
  - Finn Benestad, norský muzikolog a hudební kritik (* 30. října 1929)
  - Alexander Dale Oen, norský plavec (* 21. května 1985)
  - Bencijon Netanjahu, izraelský historik (* 25. března 1910)
- 1. května – Charles Pitts, americký kytarista (* 7. dubna 1947)
- 2. května – Zvi Zeitlin, rusko-americký houslista a skladatel (* 21. února 1922)
- 3. května
  - Lloyd Brevett, jamajský kontrabasista a producent, člen skupiny The Skatalites (* 1. srpna 1931)
  - Edith Bliss, australská zpěvačka a televizní moderátorka (* 28. září 1959)
  - Felix Werder, v Německu narozený australský skladatel (* 24. února 1922)
- 4. května
  - Angelica Garnett, britská spisovatelka a malířka (* 25. prosince 1918)
  - Adam Yauch, americký rapper a baskytarista, člen skupiny Beastie Boys (* 5. srpna 1964)
- 5. května – Jela Lukešová, slovenská herečka (* 1. května 1930)
- 6. května
  - Michael Burks, americký bluesový kytarista a zpěvák (* 30. července 1957)
  - Jean Laplanche, francouzský psychoanalytik (* 21. července 1924)
- 8. května
  - Roman Totenberg, polsko-americký houslista a pedagog (* 1. ledna 1911)
  - Maurice Sendak, americký spisovatel, autor dětské literatury (* 10. června 1928)
- 10. května
  - Carroll Shelby, automobilový závodník, zakladatel automobilky Shelby (* 11. ledna 1923)
  - Evelyn Bryan Johnsonová, americká pilotka (* 4. listopadu 1909)
  - Pekka Marjamäki, finský hokejový obránce (* 18. prosince 1947)
- 11. května – Ján Tibenský, slovenský historik (* 26. srpna 1923)
- 13. května – Donald „Duck“ Dunn, americký baskytarista, člen skupiny Booker T. & the M.G.'s (* 24. listopadu 1941)
- 14. května – Belita Woods, americká zpěvačka (* 23. října 1948)
- 15. května – Carlos Fuentes, mexický spisovatel (* 11. listopadu 1928)
- 16. května
  - Chuck Brown, americký funkový kytarista, zpěvák a skladatel (* 22. srpna 1936)
  - Maria Bieșu, moldavská operní pěvkyně (* 3. srpna 1935)
- 17. května – Donna Summer, americká zpěvačka (* 31. prosince 1948)
- 18. května
  - Peter Jones, australský bubeník, člen skupiny Crowded House (* 21. dubna 1963)
  - Dietrich Fischer-Dieskau, německý dirigent a operní pěvec – barytonista (* 28. květen 1925)
- 19. května – Ann Rosenerová, americká fotografka (* 25. listopadu 1914)
- 20. května
  - Robin Gibb, britský zpěvák, skladatel, producent, člen skupiny Bee Gees (* 22. prosince 1949)
  - Carrie Smithová, americká zpěvačka (* 25. srpna 1925)
  - Geoffrey Evans, irský sériový vrah anglického původu (* 1940)
- 21. května – Eddie Blazonczyk, americký hudebník (* 21. července 1941)
- 29. května
  - Mark Minkov, ruský hudební skladatel (* 25. listopadu 1944)
  - Doc Watson, americký folkový zpěvák a kytarista (* 3. března 1923)
- 30. května
  - Andrew Fielding Huxley, anglický fyziolog a biofyzik, nositel Nobelovy ceny (* 22. listopadu 1917)
  - Pete Cosey, americký jazzový kytarista (* 9. října 1943)
- 1. června – Faruq Z. Bey, americký jazzový saxofonista a hudební skladatel (* 4. února 1942)
- 2. června
  - Vinnie Johnson, americký jazzový bubeník (* 1937)
  - Frazier Mohawk, americký hudební producent (* 12. prosince 1941)
- 3. června – Andy Hamilton, britský saxofonista (* 26. března 1918)
- 4. června
  - Herb Reed, americký zpěvák, člen skupiny The Platters (* 7. srpna 1928)
  - Eduard Chil, ruský operní pěvec a popový zpěvák (* 4. září 1934)
  - Rodolfo Quezada Toruño, guatemalský kardinál (* 8. března 1932)
- 5. června
  - Ján Mathé, slovenský sochař (* 14. června 1922)
  - Ray Bradbury, americký romanopisec, povídkář, básník, esejista, scenárista a dramatik (* 22. srpna 1920)
  - Caroline John, britská herečka (* 19. září 1940)
- 6. června – Vladimir Jevgeňjevič Krutov, ruský hokejista (* 1. června 1960)
- 7. června – Bob Welch, americký zpěvák a kytarista, člen skupiny Fleetwood Mac (* 31. července 1946)
- 8. června – Marek Ambroży, polský biblista a teolog (* 12. června 1951)
- 9. června
  - Paul Jenkins, americký malíř (* 12. července 1923)
  - Abram Wilson, americký jazzový trumpetista (* 30. srpna 1973)
- 11. června
  - Ann Rutherfordová, kanadsko-americká herečka (* 2. listopadu 1917)
  - Teófilo Stevenson, kubánský boxer, olympijský vítěz (* 29. března 1952)
- 12. června – Elinor Ostromová, americká politická ekonomka, nositelka Nobelovy ceny (* 7. srpna 1933)
- 13. června
  - Roger Garaudy, francouzský filosof (* 17. července 1913)
  - Graeme Bell, australský klavírista a skladatel (* 7. září 1914)
  - William Standish Knowles, americký chemik, nositel Nobelovy ceny (* 1. června 1917)
- 14. června
  - Gitta Sereny, britská spisovatelka a novinářka (* 13. března 1921)
  - Margie Hyams, americká jazzová vibrafonistka a klavíristka (* 9. srpna 1920)
  - Rosalie Bertellová, kanadská vědecká pracovnice, spisovatelka a environmentální aktivistka (* 4. dubna 1929)
- 15. června – Rune Gustafsson, švédský jazzový kytarista a hudební skladatel (* 25. srpna 1933)
- 16. června – Susan Tyrrell, americká herečka (* 18. března 1945)
- 17. června – Brian Hibbard, velšský herec a zpěvák (* 26. listopadu 1946)
- 18. června
  - Victor Spinetti, velšský herec, komik a spisovatel (* 2. září 1929)
  - Horacio Coppola, argentinský fotograf a filmař (* 31. července 1906)
- 19. června
  - Richard Lynch, americký herec (* 12. února 1936)
  - Anthony Bate, britský herec (* 31. srpna 1927)
- 20. června – LeRoy Neiman, americký malíř (* 8. června 1921)
- 21. června
  - Sune Spångberg, švédský jazzový bubeník (* 20. května 1930)
  - Richard Adler, americký skladatel, textař a divadelní producent (* 3. srpna 1921)
- 22. června – Mary Fedden, britská malířka (* 14. srpna 1915)
- 23. června
  - Brigitte Engerer, francouzská klavíristka (* 27. října 1952)
  - Franz Crass, německý operní pěvec (* 9. února 1928)
- 26. června – Nora Ephronová, americká žurnalistka, spisovatelka, dramatička, scenáristka, režisérka a filmová producentka (* 19. května 1941)
- 30. června – Jicchak Šamir, izraelský premiér (* 15. října 1915)
- 1. července
  - Fritz Pauer, rakouský jazzový klavírista, hudební skladatel a kapelník (* 14. října 1943)
  - Alan Poindexter, americký námořní důstojník a astronaut (* 5. listopadu 1961)
- 3. července
  - Sergio Pininfarina, italský automobilový designér (* 8. září 1926)
  - Andy Griffith, americký herec (* 1. června 1926)
- 5. července – Ben Kynard, americký jazzový saxofonista (* 28. února 1920)
- 7. července – Leon Schlumpf, švýcarský prezident (* 3. února 1925)
- 8. července
  - William Innes Homer, americký historik umění a spisovatel (* 8. listopadu 1929)
  - Ernest Borgnine, americký herec (* 24. ledna 1917)
- 9. července
  - Lol Coxhill, britský saxofonista (* 19. září 1932)
  - Eugênio de Araújo Sales, brazilský kardinál, arcibiskup arcidiecéze Rio de Janeiro (* 8. listopadu 1920)
- 10. července – Maria Hawkins Ellington, americká jazzová zpěvačka (* 1. srpna 1922)
- 13. července – Sage Stallone, americký herec, režisér a scenárista (* 5. května 1976)
- 14. července – Victor Gaskin, americký jazzový kontrabasista (* 23. listopadu 1934)
- 15. července – Celeste Holm, americká herečka (* 29. dubna 1917)
- 16. července
  - Stephen Covey, americký lektor osobního rozvoje a leadershipu (* 24. říjen 24. října 1932)
  - Jon Lord, britský hudebník (* 9. června 1941)
  - Bob Babbitt, americký baskytarista (* 26. listopadu 1937)
  - Kitty Wells, americká countryová zpěvačka a skladatelka (* 30. srpna 1919)
- 17. července – Morgan Paull, americký herec (* 15. prosince 1944)
- 21. července – Susanne Lothar, německá herečka (* 15. listopadu 1960)
- 22. července
  - Oswaldo Payá Sardiñas, kubánský disident (* 29. února 1952)
  - George Armitage Miller, americký psycholog (* 3. února 1920)
- 23. července – Sally Rideová, americká astronautka (* 26. května 1951)
- 24. července – John Atta Mills, ghanský prezident (* 21. července 1944)
- 26. července – Don Bagley, americký jazzový kontrabasista (* 18. července 1927)
- 27. července – Tony Martin, americký zpěvák a herec (* 25. prosince 1913)
- 28. července – Ersilio Tonini, italský kněz, arcibiskup Ravenny, kardinál (* 20. července 1914)
- 29. července – Chris Marker, francouzský spisovatel, fotograf, režisér (* 29. července 1921)
- 31. července – Gore Vidal, americký spisovatel a scenárista (* 3. října 1925)
- 2. srpna – John Keegan, britský vojenský historik (* 15. května 1934)
- 3. srpna – Olle Mattson, švédský spisovatel (* 27. listopadu 1922)
- 4. srpna
  - Johnnie Bassett, americký bluesový zpěvák a kytarista (* 9. října 1935)
  - Karol Kállay, slovenský umělecký fotograf a dokumentarista (* 26. dubna 1926)
- 5. srpna – Chavela Vargas, mexická zpěvačka kostarického původu (* 17. dubna 1919)
- 6. srpna – Marvin Hamlisch, americký hudební skladatel (* 2. června 1944)
- 8. srpna
  - Hans R. Camenzind, vynálezce v oboru elektroniky a vývojář integrovaných obvodů (* 1934)
  - Kurt Maetzig, německý filmový režisér (* 25. ledna 1911)
- 9. srpna – Petr Foměnko, ruský divadelník – režisér (* 3. července 1932)
- 11. srpna – Von Freeman, americký jazzový saxofonista (* 3. října 1923)
- 14. srpna – Svetozar Gligorić, srbský šachový velmistr (* 2. února 1923)
- 15. srpna
  - Bob Birch, americký baskytarista (* 14. července 1956)
  - Harry Harrison, americký autor science fiction, kreslíř a esperantista (* 12. března 1925)
- 17. srpna – Lou Martin, britský varhaník a klavírista (* 12. srpna 1949)
- 18. srpna – Scott McKenzie, americký zpěvák a kytarista (* 10. ledna 1939)
- 19. srpna – Tony Scott, britský filmový režisér (* 21. června 1944)
- 20. srpna
  - Phyllis Dillerová, americká komička (* 17. července 1917)
  - Dom Mintoff, maltský premiér (* 6. srpna 1916)
  - Meles Zenawi, etiopský premiér (* 8. května 1955)
- 21. srpna – William Thurston, americký matematik (* 30. října 1946)
- 22. srpna – Paul Shan Kuo-hsi, tchajwanský kardinál (* 3. prosince 1923)
- 23. srpna
  - Byard Lancaster, americký jazzový saxofonista (* 6. srpna 1942)
  - Fritz Fellner, rakouský historik (* 25. prosince 1922)
- 24. srpna – Félix Miélli Venerando, brazilský fotbalista (* 24. prosince 1937)
- 25. srpna – Neil Armstrong, americký kosmonaut, první člověk na Měsíci. (* 5. srpna 1930)
- 28. srpna
  - Alfred Schmidt, německý filozof (* 19. května 1931)
  - Eva Figes, britská prozaička německého původu (* 15. dubna 1932)
- 31. srpna
  - Carlo Maria Martini, italský římskokatolický duchovní a kardinál (* 15. února 1927)
  - Sergej Leonidovič Sokolov, bývalý sovětský maršál (* 1. července 1911)
- 1. září
  - Hal David, americký textař (* 25. května 1921)
  - Smarck Michel, haitský premiér (* 29. března 1937)
- 2. září – Jack E. Boucher, americký fotograf architektury (* 4. září 1931)
- 3. září
  - Michael Clarke Duncan, americký herec (* 10. prosince 1957)
  - Son-mjong Mun, jihokorejský zakladatel církve moonistů a miliardář (* 25. února 1920)
- 5. září – Christian Marin, francouzský herec (* 8. února 1929)
- 8. září – Thomas Szasz, americký psychiatr (* 15. dubna 1920)
- 12. září
  - Sergej Arťuchin, ruský řecko-římský zápasník (* 1. listopadu 1976)
  - Sid Watkins, britský neurochirurg (* 6. září 1928)
- 13. září – Otto Stich, švýcarský prezident (* 10. ledna 1927)
- 15. září
  - James Crawford, americký rhythm and bluesový pianista a zpěvák (* 12. října 1934)
  - Pierre Mondy, francouzský filmový a divadelní herec a režisér (* 10. února 1925)
- 17. září – Bernie McGann, australský jazzový saxofonista (* 22. června 1937)
- 18. září – Santiago Carrillo, španělský politik (* 18. ledna 1915)
- 20. září – Fortunato Baldelli, italský kněz, papežský diplomat (* 6. srpna 1935)
- 21. září
  - Sven Hassel, dánský spisovatel (* 19. dubna 1917)
  - Gid'on Gadot, izraelský politik a bývalý poslanec Knesetu (* 1. dubna 1941)
- 23. září – Corrie Sanders, jihoafrický boxer (* 7. ledna 1966)
- 25. září – Andy Williams, americký zpěvák a herec (* 3. prosince 1927)
- 27. září
  - Eddie Bert, americký jazzový pozounista (* 16. května 1922)
  - Herbert Lom, britský herec českého původu (* 11. září 1917)
- 28. září
  - Avraham Adan, izraelský generál (* 5. října 1926)
  - Michael O'Hare, americký herec (* 6. května 1952)
- 29. září
  - Hebe Camargová, brazilská herečka, televizní moderátorka a zpěvačka (* 8. března 1929)
  - Arthur Ochs Sulzberger, americký podnikatel, novinář a vydavatel (* 5. února 1926)
- 30. září
  - Barbara Ann Scottová, kanadská krasobruslařka, olympijská vítězka (* 9. května 1928)
  - Barry Commoner, americký přírodovědec († 28. května 1917)
  - Dušan Lenci, slovenský herec (* 18. května 1941)
- 1. října
  - Moše Sanbar, izraelský ekonom a guvernér izraelské centrální banky (* 29. března 1926)
  - Eric Hobsbawm, britský marxistický historik (* 9. června 1917)
- 2. října – Big Jim Sullivan, britský kytarista (* 14. února 1941)
- 5. října – Claude Pinoteau, francouzský filmový režisér a scenárista (* 25. května 1925)
- 6. října
  - Šadlí Bendžedíd, alžírský prezident (* 14. dubna 1929)
  - Raoul De Keyser, belgický malíř (* 29. srpna 1930)
- 8. října – John Tchicai, dánský freejazzový saxofonista a skladatel (* 28. dubna 1936)
- 9. října
  - Elo Romančík, slovenský herec (* 17. prosince 1922)
  - Eduard Volodarskij, ukrajinský spisovatel, scenárista a dramatik (* 3. února 1941)
- 10. října – Mike Singleton, britský autor a návrhář počítačových her (* 21. února 1951)
- 12. října
  - Gordon Audley, kanadský rychlobruslař (* 20. dubna 1928)
  - Geraldine Mucha, skotská hudební skladatelka (* 5. července 1917)
- 15. října – Norodom Sihanuk, kambodžský král (* 31. října 1922)
- 17. října
  - Stanford R. Ovshinsky, americký vynálezce a vědec (* 24. listopadu 1922)
  - Sylvia Kristel, nizozemská herečka a zpěvačka (* 28. září 1952)
- 18. října – Borah Bergman, americký jazzový klavírista (* 13. prosince 1933)
- 20. října – Chámis Kaddáfí, libyjský plukovník, nejmladší syn libyjského diktátora Muammara al-Kaddáfího (* 27. května 1983)
- 21. října
  - Yash Chopra, indický filmový režisér a producent (* 27. září 1932)
  - George McGovern, americký politik (* 19. července 1922)
- 22. října
  - Arthur Jensen, americký psycholog (* 24. srpna 1923)
  - Russell Means, americký indiánský politik a herec (* 10. listopadu 1939)
- 23. října
  - Wilhelm Brasse, polský fotograf (* 3. prosince 1917)
  - Suníl Gangopádhjáj, bengálský spisovatel (* 7. září 1934)
- 24. října
  - Bill Dees, americký hudebník (* 24. ledna 1939)
  - Margaret Osborne, americká tenistka (* 4. března 1918)
  - Jeff Blatnick, americký zápasník, olympijský vítěz (* 26. července 1957)
- 27. října – Hans Werner Henze, německý hudební skladatel (* 1. července 1926)
- 28. října – Terry Callier, americký kytarista, zpěvák a skladatel (* 24. května 1945)
- 30. října – Lebbeus Woods, americký malíř, architekt a teoretik umění (* 31. května 1940)
- 1. listopadu – Ján Lenčo, slovenský spisovatel (* 23. října 1933)
- 2. listopadu – Milton Campbell, americký olympijský vítěz v desetiboji (* 9. prosince 1933)
- 4. listopadu – Ted Curson, americký jazzový trumpetista a hudební skladatel (* 3. června 1935)
- 9. listopadu
  - Major Harris, americký R&B zpěvák (* 9. února 1947)
  - Milan Čič, slovenský politik (* 2. ledna 1932)
- 12. listopadu – Daniel Stern, americký psychoanalytik (* 16. srpna 1934)
- 16. listopadu – Alhaji Aliu Mahama, ghanský politik (* 3. března 1946)
- 19. listopadu
  - Robert Bork, americký teoretik práva a soudce (* 1. března 1927)
  - Boris Strugackij, ruský spisovatel (* 15. dubna 1933)
- 20. listopadu – Pete La Roca, americký jazzový bubeník (* 7. dubna 1938)
- 23. listopadu – Larry Hagman, americký herec (* 21. září 1931)
- 25. listopadu – Dinah Sheridanová, anglická herečka (* 17. září 1920)
- 26. listopadu – Joseph Murray, americký lékař-chirurg, nositel Nobelovy ceny (* 1. dubna 1919)
- 27. listopadu – Mickey Baker, americký kytarista (* 15. října 1925)
- 28. listopadu – Zig Ziglar, americký spisovatel (* 6. listopadu 1926)
- 30. listopadu – Inder Kumar Gujral, indický premiér (* 4. prosince 1919)
- 5. prosince
  - Oscar Niemeyer, brazilský architekt (* 15. prosince 1907)
  - Dave Brubeck, americký jazzový skladatel a klavírista (* 6. prosince 1920)
- 6. prosince
  - Ed Cassidy, americký bubeník (* 4. května 1923)
  - Huw Lloyd-Langton, britský kytarista a zpěvák (* 6. února 1951)
- 7. prosince – Jozef Jablonický, slovenský historik (* 3. ledna 1933)
- 9. prosince – Norman Joseph Woodland, americký vědec a vynálezce (* 6. září 1921)
- 11. prosince
  - Ed Cassidy, americký bubeník (* 4. května 1923)
  - Galina Višněvskaja, ruská operní pěvkyně (* 25. října 1926)
  - Ravi Šankar, indický bengálský hudebník – skladatel a instrumentalista (* 7. dubna 1920)
  - Peter Bzdúch, slovenský herec (* 28. března 1955)
- 13. prosince – Maurice Herzog, francouzský horolezec a politik (* 15. ledna 1919)
- 17. prosince – Daniel Inouye, americký politik (* 7. srpna 1924)
- 18. prosince – Danny Steinmann, americký filmový režisér (* 7. ledna 1942)
- 19. prosince – Paul Crauchet, francouzský herec (* 14. července 1920)
- 20. prosince – Jimmy McCracklin, americký zpěvák a klavírista (* 13. srpna 1921)
- 21. prosince – Lee Dorman, americký baskytarista a zpěvák (* 15. září 1942)
- 24. prosince
  - Charles Durning, americký herec (* 28. února 1923)
  - Jack Klugman, americký herec (* 27. dubna 1922)
  - Ray Collins, americký zpěvák a kytarista (* 19. listopadu 1939)
  - Richard Rodney Bennett, anglický hudební skladatel (* 29. března 1936)
- 25. prosince – Othmar Schneider, rakouský sportovec, podnikatel, lyžař, střelec, trenér, olympijský vítěz (* 27. srpna 1928)
- 26. prosince
  - Rita Schober, německá romanistka (* 13. června 1918)
  - Fontella Bass, americká zpěvačka (* 3. července 1940)
- 27. prosince
  - Norman Schwarzkopf, americký generál, velitel amerických vojsk za války v zálivu (* 22. srpna 1934)
  - Harry Carey, Jr., americký herec (* 16. května 1921)
  - Valentin Borejko, sovětský veslař, olympijský vítěz (* 27. října 1933)
- 29. prosince
  - Ignacy Tokarczuk, polský duchovní a arcibiskup (* 1. února 1918)
  - Paulo Rocha, portugalský režisér, scenárista a střihač (* 22. prosince 1935)
- 30. prosince
  - Carl Woese, americký mikrobiolog (* 15. července 1928)
  - Rita Leviová-Montalciniová, italská lékařka, nositelka Nobelovy ceny (* 22. dubna 1909)

## Hlavy států
V tomto seznamu jsou uvedeni pouze představitelé nejvýznamnějších států.

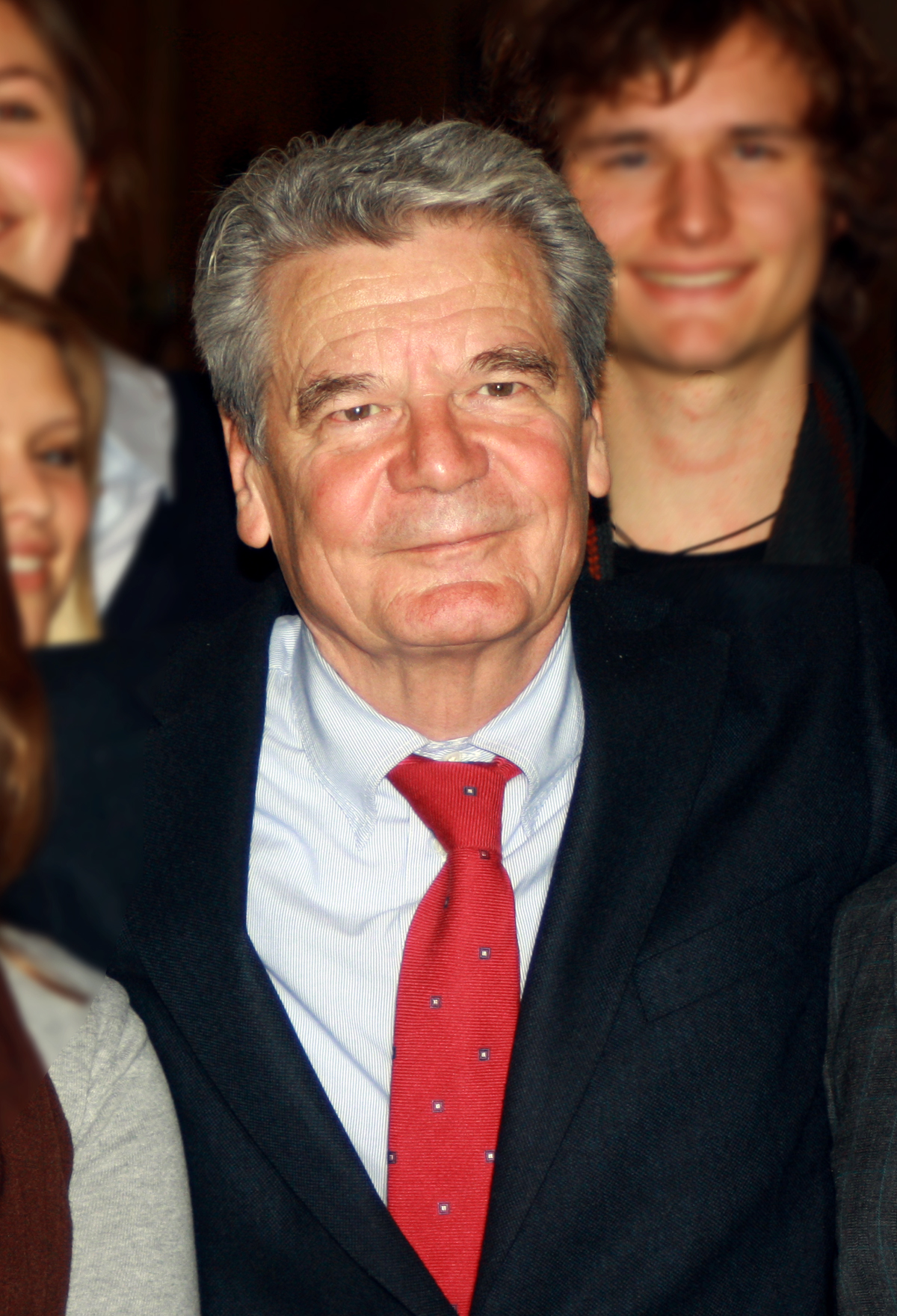
Joachim Gauck se stal německým prezidentem

- Belgie – král Albert II. (1993–2013)
- Brazílie – prezidentka Dilma Rousseffová (2011–2016)
- Čínská lidová republika – prezident Chu Ťin-tchao (2003–2013)
- Česko – prezident Václav Klaus (2003–2013)
- Dánsko – královna Markéta II. (1972–2024)
- Egypt
  - polní maršál Muhammad Husajn Tantáví (2011–2012)
  - prezident Muhammad Mursí (2012–2013)
- Francie
  - prezident Nicolas Sarkozy (2007–2012)
  - prezident François Hollande (2012–2017)
- Indie
  - prezidentka Pratibha Pátilová (2007–2012)
  - prezident Pranab Mukherdží (2012–2017)
- Itálie – prezident Giorgio Napolitano (2006–2015)
- Izrael – prezident Šimon Peres (2007–2014)
- Japonsko – císař Akihito (1989–2019)
- Jihoafrická republika – prezident Jacob Zuma (2009–2018)
- Kanada – generální guvernér David Johnston (2010–2017)
- Maďarsko
  - prezident Pál Schmitt (2010–2012)
  - prezident János Áder (2012–2022)
- Mexiko
  - prezident Felipe Calderón (2006–2012)
  - prezident Enrique Peña Nieto (2012–2018)
- Německo
  - prezident Christian Wulff (2010–2012)
  - prezident Joachim Gauck (2012–2017)
- Nizozemsko – královna Beatrix (1980–2013)
- Polsko – prezident Bronisław Komorowski (2010–2015)
- Rakousko – prezident Heinz Fischer (2004–2016)
- Rusko
  - prezident Dmitrij Medveděv (2008–2012)
  - prezident Vladimir Putin (od 2012)
- Slovensko – prezident Ivan Gašparovič (2004–2014)
- Spojené království – královna Alžběta II. (1952–2022)
- Spojené státy americké – prezident Barack Obama (2009–2017)
- Španělsko – král Juan Carlos I. (1975–2014)
- Turecko – prezident Abdullah Gül (2007–2014)
- Ukrajina – prezident Viktor Janukovyč (2010–2014)
- Vatikán – papež a suverén Vatikánu Benedikt XVI. (2005–2013)